# 31. August
Der 31. August ist der 243. Tag des gregorianischen Kalenders (der 244. in Schaltjahren): somit bleiben 122 Tage bis zum Jahresende.

## Ereignisse

### Politik und Weltgeschehen
- 1056: Mit dem Tod der byzantinischen Kaiserin Theodora III. endet die makedonische Dynastie.
- 1302: Der Friede von Caltabellotta zielt auf das Beilegen des Konfliktes zwischen dem Haus Anjou und dem Haus Barcelona um Besitz im Süden Italiens. Das Königreich Sizilien wird geteilt: Friedrich II. erhält die Insel als Herrschaftsbereich, Karl II. die Teile auf dem Festland.

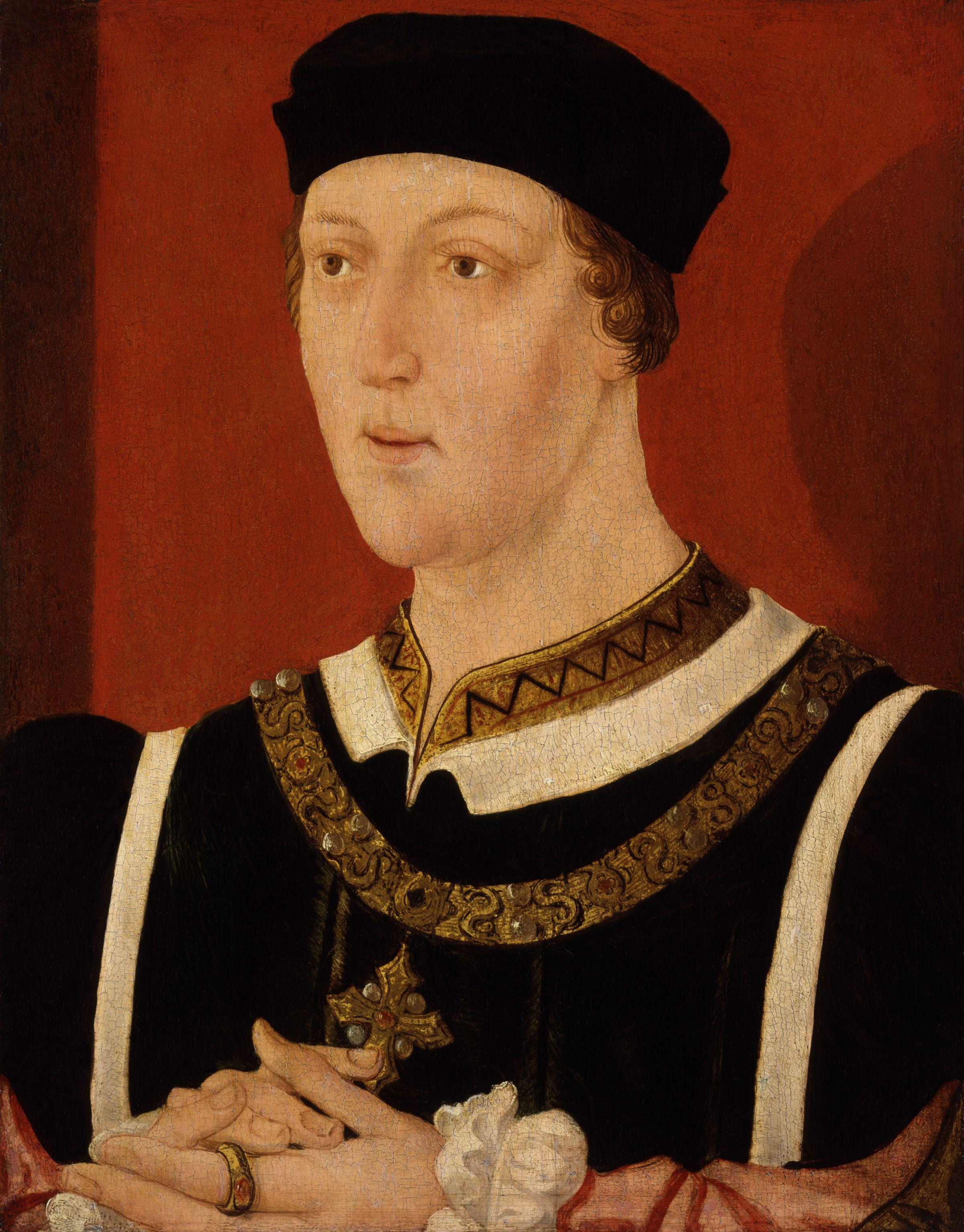
1422: Heinrich VI.

- 1422: Durch den Tod seines Vaters Heinrich V. wird der erst acht Monate alte Heinrich VI. englischer König. Die Regierungsgeschäfte führt bis zur Volljährigkeit des Monarchen ein Regentschaftsrat.
- 1790: Ein Truppenkontingent unter dem Befehl von François-Claude-Amour de Bouillé beendet die Nancy-Affäre. Das Niederschlagen einer Meuterei der Garnison in Nancy kostet mindestens 89 Menschen im Barrikadenkampf das Leben. Mindestens 22 Soldaten werden in der Folge zum Tode verurteilt und hingerichtet.
- 1813: Engländer und Portugiesen stürmen im Spanischen Unabhängigkeitskrieg die von Franzosen besetzte spanische Stadt San Sebastián und stecken den Ort dabei in Brand.
- 1815: Restauration in der Schweiz: Die „Lange Tagsatzung“, die mit der Verabschiedung des Bundesvertrages die Eidgenossenschaft als Staatenbund wiederhergestellt hat, endet.
- 1819: Mit den Karlsbader Beschlüssen geht ein Ministerkongress zu Ende. Die Empfehlungen an den deutschen Bundestag sehen drastische Einschränkungen bei der Freiheit der Universitäten und der Pressefreiheit vor. Das monarchische Prinzip wird verfestigt, die Verfolgung von Demagogen angestrebt.
- 1823: Die im Auftrag der Heiligen Allianz nach Spanien eingerückte französische Armee siegt bei der Eroberung von Trocadero über die in Cádiz konzentrierten aufständischen Milizen. Die bürgerliche Revolution in Spanien ist damit niedergeschlagen.

1867: Reichstagswahl

- 1867: Bei der Wahl zum Norddeutschen Reichstag erhalten die Unterstützer der Politik des preußischen Ministerpräsidenten Otto von Bismarck eine Mehrheit.
- 1876: Nur drei Monate nach seinem Amtsantritt wird der osmanische Sultan Murad V. aufgrund psychischer Probleme abgesetzt. Nachfolger wird sein Bruder Abdülhamid II.

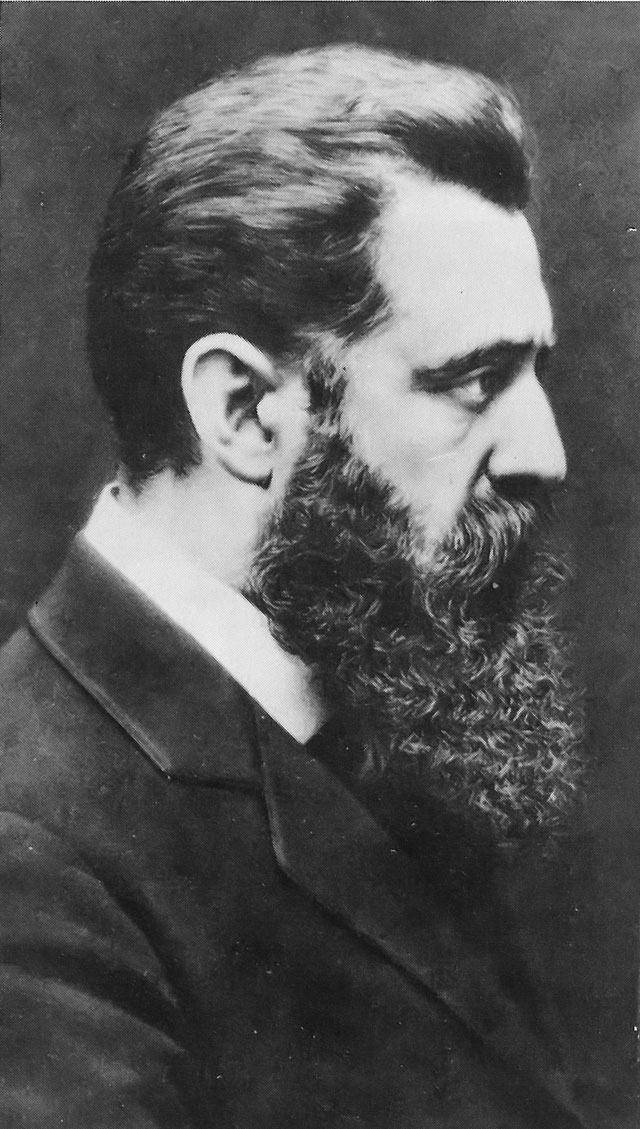
1897: Theodor Herzl

- 1897: Der von Theodor Herzl nach Basel einberufene erste Zionistische Weltkongress fordert die Errichtung eines jüdischen Staates in Palästina.
- 1905: Die Schlacht bei Mahenge in Deutsch-Ostafrika endet mit dem Tod Hunderter Afrikaner.
- 1907: Im Vertrag von Sankt Petersburg stimmen Großbritannien und Russland ihre Interessensphären in Zentralasien ab. Persien wird in drei Zonen aufgeteilt. Afghanistan wird zur britischen Einflusszone erklärt, Tibet zur neutralen Zone. Die Ansprüche Chinas werden anerkannt.
- 1939: Der fingierte Überfall auf den Sender Gleiwitz durch Angehörige der SS markiert den Schlusspunkt in Hitlers Eskalationspolitik gegenüber Polen und liefert die Rechtfertigung für den Überfall auf Polen am folgenden Morgen.
- 1942: In Luxemburg beginnt ein Generalstreik, nachdem am Vortag vom deutschen Gauleiter die generelle Wehrpflicht für alle Luxemburger erklärt wurde. Die deutsche Besatzungsmacht schlägt den Streik blutig nieder.
- 1950: Die Zeugen Jehovas werden in der DDR verboten. Es folgen Hunderte von Verhaftungen und Schauprozesse.

1956: States Reorganisation Act in Indien

- 1956: Der States Reorganisation Act, der die Neugliederung der Bundesstaaten Indiens im Wesentlichen nach linguistischen Kriterien regelt, tritt in Kraft
- 1957: Die Föderation Malaya wird ein unabhängiger Staat innerhalb des Commonwealth of Nations.
- 1962: Trinidad und Tobago wird als Monarchie unter Elisabeth II. von Großbritannien unabhängig.
- 1980: Geburtsstunde der Solidarność: Polens Vizepremier Jagielski und Streikführer Wałęsa unterzeichnen in Danzig das Augustabkommen.
- 1988: Während einer Streikwelle in der Volksrepublik Polen kommt es zum ersten Treffen zwischen der Regierung und Vertretern der Gewerkschaft Solidarność, die später zu den Gesprächen am Runden Tisch führen.

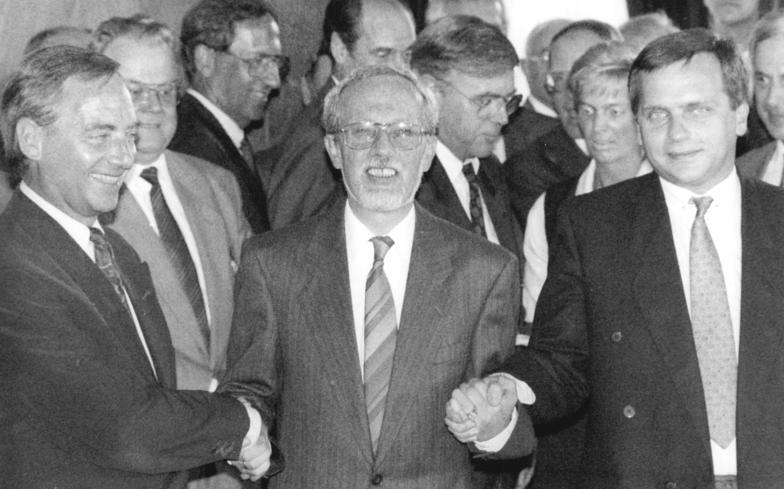
1990: Nach der Unterzeichnung des Einigungsvertrags

- 1990: Auf dem Weg zur Deutschen Wiedervereinigung wird in Berlin der Einigungsvertrag unterzeichnet.
- 1991: Kirgisistan wird von der Sowjetunion unabhängig.
- 1992: Pascal Lissouba wird Präsident der Republik Kongo.
- 1994: Die letzten russischen Truppen verlassen Estland und Lettland.
- 1994: Die russische Westgruppe der Truppen wird in Berlin offiziell von ihrem Präsidenten Boris Jelzin und Bundeskanzler Helmut Kohl aus Deutschland verabschiedet.
- 1994: Sinn Féin, der politische Arm der Irisch-Republikanischen Armee (IRA), gibt einen einseitigen Waffenstillstand bekannt.
- 1999: Mit der Explosion einer Bombe in einem Moskauer Einkaufszentrum beginnt eine Reihe von Sprengstoffanschlägen in Russland.
- 2005: In Bagdad ereignet sich auf der Al-Aaimmah-Brücke über den Tigris durch das Gerücht eines Selbstmordanschlags eine Massenpanik unter schiitischen Pilgern. 1011 Tote werden gezählt, etwa 800 Verletzte sind zu versorgen.
- 2014: Die Belagerung von Amerli endete
- 2015: Auf einer Pressekonferenz im Hinblick auf die Flüchtlingspolitik äußert sich die deutsche Bundeskanzlerin Angela Merkel mit der zuversichtlichen Aussage „Wir schaffen das“, welche weltweit Beachtung und Aufsehen findet.

### Wirtschaft
- 1897: Thomas Alva Edison erhält auf seinen Filmprojektor-Vorläufer Kinetograph ein Patent.

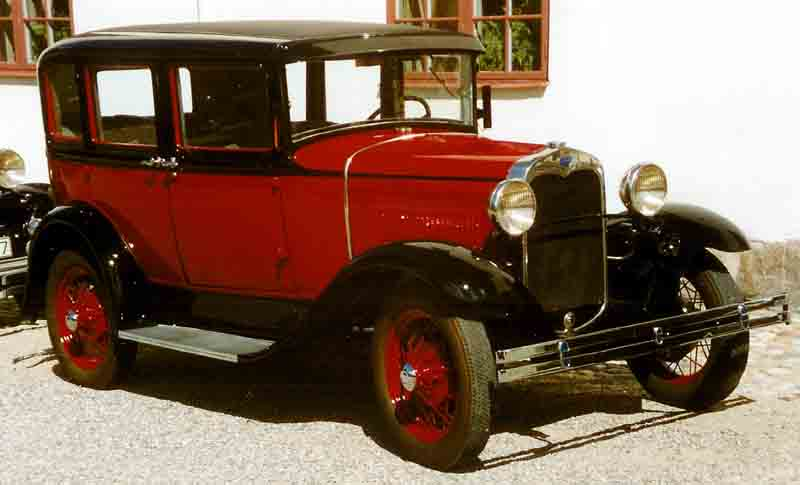
1931: Ford Modell A

- 1931: Nach 4.320.446 gebauten Fahrzeugen stellt die Ford Motor Company die Produktion des Modells A ein. Modell B löst die Serie ab.
- 1935: Der sowjetische Bergmann Alexei Grigorjewitsch Stachanow fördert in einer Schicht 102 Tonnen Kohle und übererfüllt damit seine Arbeitsnorm um das 13fache. Trotz geschönter Fakten wird daraufhin in der Sowjetunion die Stachanow-Bewegung gestartet, die auf eine Erhöhung der Arbeitsproduktivität abzielt.
- 1943: Die Frankfurter Zeitung stellt nach einem Entscheid des im Frühjahr über einen Artikel verärgerten Adolf Hitler ihr Erscheinen ein.
- 1998: Große Kursverluste an der New Yorker Börse: Der Dow Jones Industrie-Index fällt um 6,8 Prozent.
- 2004: Der Grundstein für eine neue, parallel zum Rügendamm verlaufende Brücke wird bei Stralsund gelegt. Die Rügenbrücke ist seit Oktober 2007 die längste Brücke in Deutschland.

### Wissenschaft und Technik
- 1860: Der Oberländische Kanal in Ostpreußen, der wegen der hydraulisch angetriebenen Rollberge („Geneigte Ebenen“) zur Überwindung von 99 Metern Höhenunterschied eine technische Innovation darstellt, wird eröffnet.
- 1906: In Berlin wird die Motorluftschiff-Studiengesellschaft gegründet.
- 1906: Die Nordwestpassage ist durchfahren. Roald Amundsen trifft mit seiner Crew von sechs Leuten in Nome (Alaska) nach dreijähriger Forschungsfahrt mit dem Schiff Gjøa ein.
- 1951: Als erster deutscher Hersteller bringt auch die Deutsche Grammophon Langspielplatten mit 33⅓ Umdrehungen in der Minute auf den Markt.
- 1956: Das Tankflugzeug Boeing KC-135 der United States Air Force absolviert seinen Erstflug.

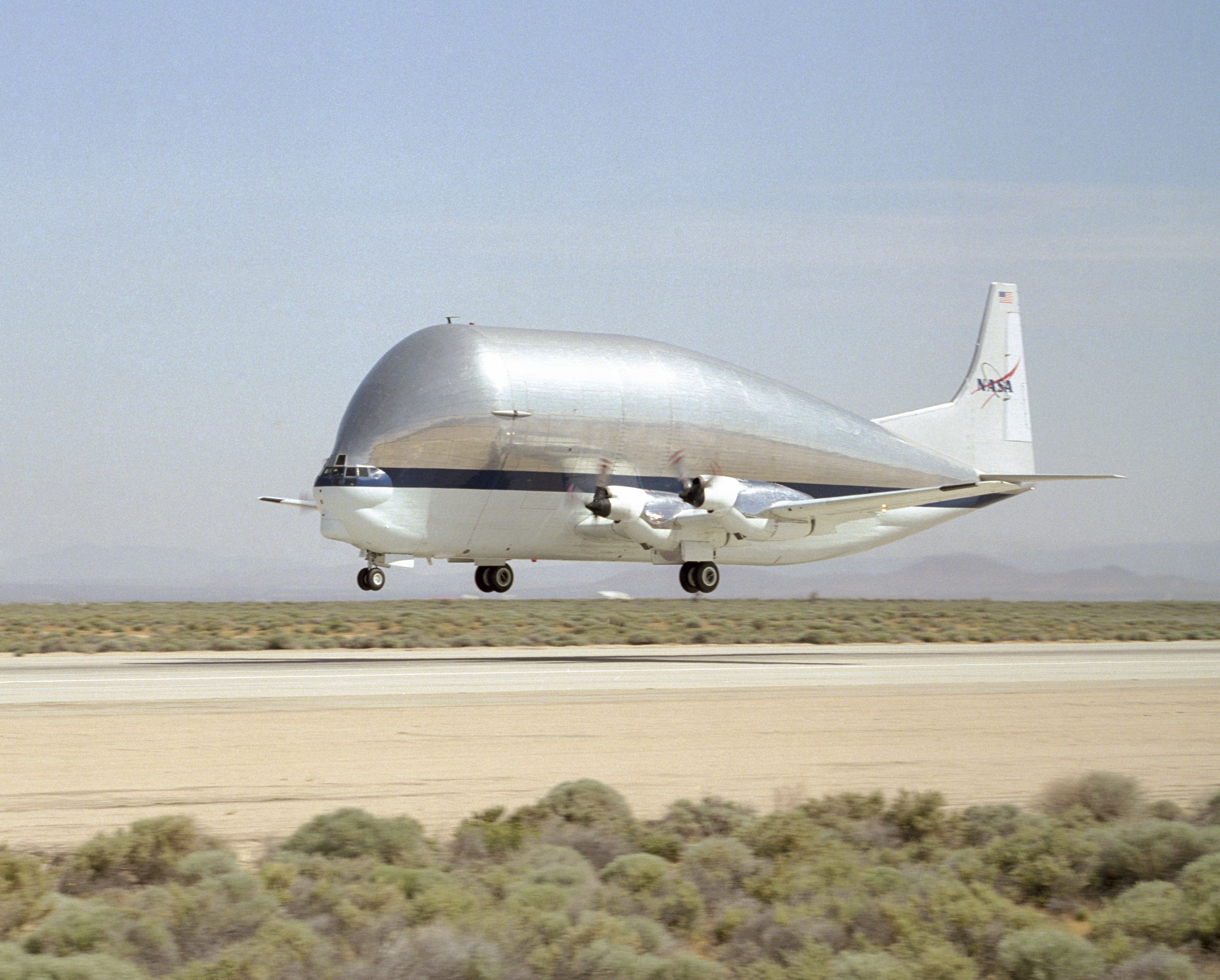
1965: Super Guppy

- 1965: Die Super Guppy absolviert ihren Erstflug. Das Flugzeug wird zum Transport von Raketenteilen benötigt.
- 1998: Nordkorea startet mit Kwangmyŏngsŏng angeblich seinen ersten Satelliten.
- 1999: Der Doppel-Wolkenkratzer Petronas Towers in Kuala Lumpur wird offiziell eröffnet.

### Kultur
- 1848: Der von Johann Strauss komponierte und dem gleichnamigen Feldmarschall gewidmete Radetzky-Marsch wird am Wasserglacis in Wien uraufgeführt.

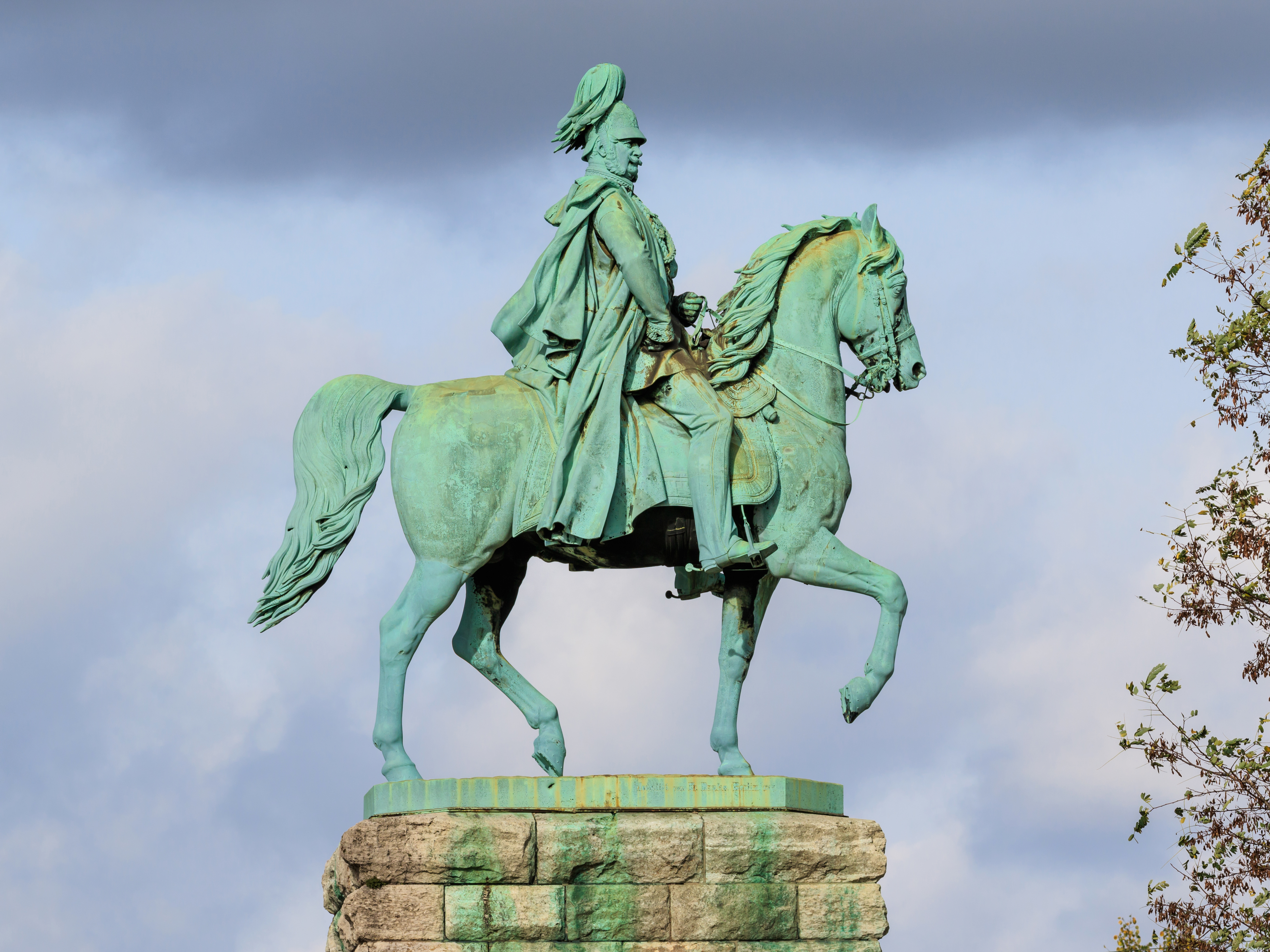
1897: Kaiser-Wilhelm-Denkmal

- 1897: Einweihung des Kaiser-Wilhelm-Denkmals am Deutschen Eck in Koblenz.
- 1916: Otto Walter findet in Aigeira den Kopf einer Zeusstatue, die vermutlich von dem athenischen Bildhauer Eukleides stammt.
- 1928: In Berlin findet die Uraufführung der Dreigroschenoper im Theater am Schiffbauerdamm statt.
- 1929: In Berlins Großem Schauspielhaus wird die Operette Die drei Musketiere von Ralph Benatzky uraufgeführt.
- 1936: Radio Praha, der Auslandssender des Tschechoslowakischen Rundfunks, geht erstmals auf Sendung.
- 1951: Uraufführung des DEFA-Films Der Untertan von Wolfgang Staudte in Ostberlin.
- 1998: Der Südwestrundfunk nimmt seinen Betrieb auf. Der SWR ging aus einer Fusion des Südwestfunks mit dem Süddeutschen Rundfunk hervor.

### Gesellschaft
- 1888: Im Londoner Viertel Whitechapel wird die verstümmelte Leiche von Mary Ann Nichols aufgefunden. Sie gilt später als erstes Opfer des Serienmörders Jack the Ripper.

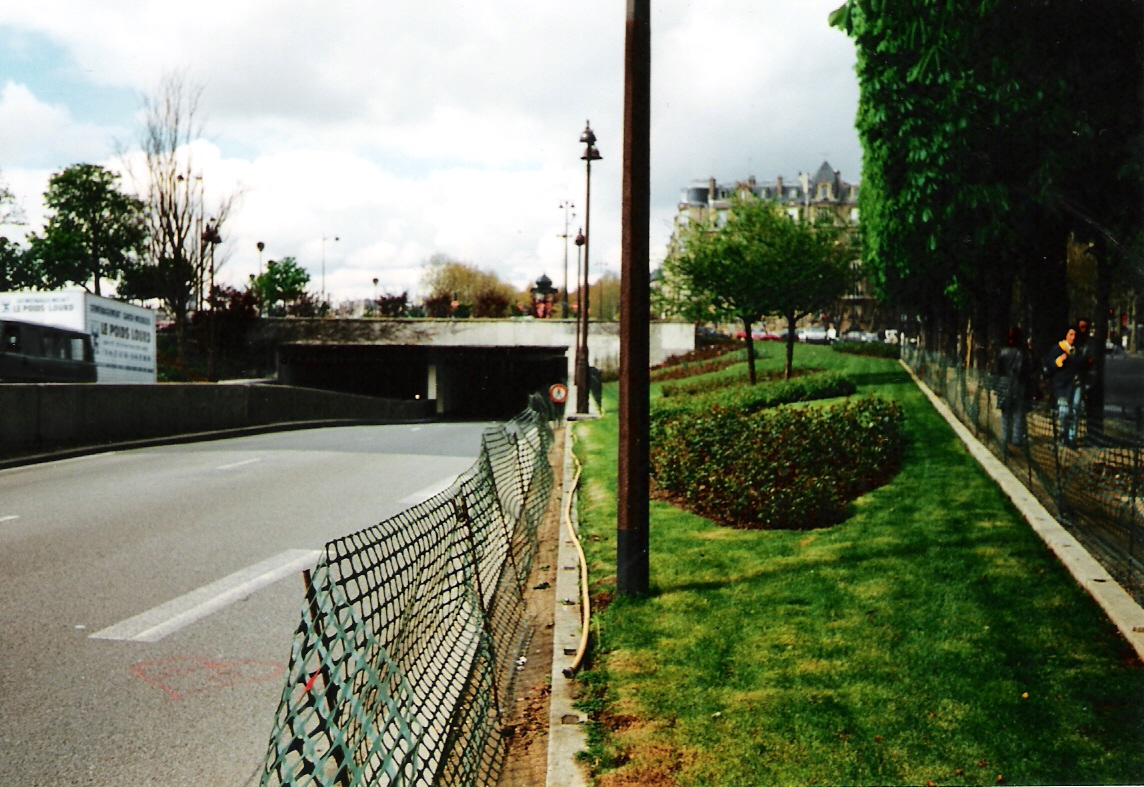
1997: Alma-Tunnel in Paris

- 1997: Diana, Princess of Wales verunglückt kurz nach Mitternacht bei einem Autounfall in einem Tunnel in Paris zusammen mit ihrem Lebensgefährten Dodi Al-Fayed. Am selben Tag sterben beide an ihren Verletzungen.
- 2006: Die norwegische Polizei kann bei einer Razzia die beiden im Jahr 2004 aus dem Munch-Museum gestohlenen Gemälde Der Schrei und Madonna des Malers Edvard Munch sicherstellen.
- 2012: Der frühere Contergan-Hersteller Grünenthal entschuldigt sich bei der Einweihung eines Denkmals am Unternehmensstandort in Stolberg erstmals explizit bei den Opfern des Arzneimittelskandals.

### Katastrophen
- 1812: Beim Stranden des spanischen Truppentransporters Salvador im Mündungsgebiet des Río de la Plata sterben 470 der 600 Menschen an Bord. Es handelt sich um das schwerste Schiffsunglück in der Geschichte von Uruguay.

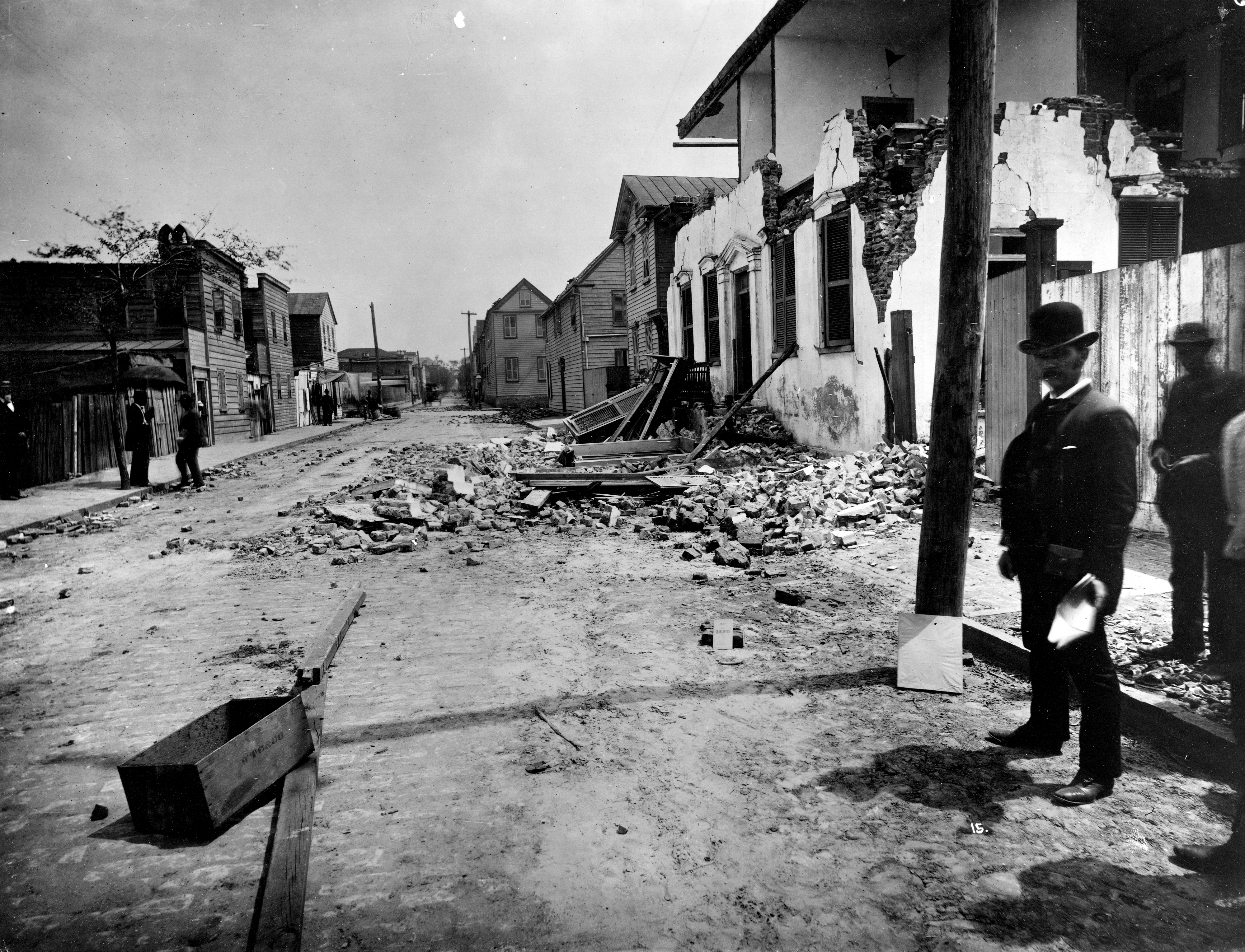
1886: Schäden des Charleston-Erdbebens

- 1886: Charleston wird durch ein schweres Erdbeben zu fast 90 Prozent zerstört, etwa 100 Tote fordert die Naturgewalt.
- 1952: Auf dem Grenzlandring kommt es mit mindestens 13 Toten zum schwersten Unfall der deutschen Motorsport-Geschichte.
- 1968: Ein Erdbeben der Stärke 7,3 im Iran fordert 12.000 bis 20.000 Tote.
- 1986: Im Schwarzen Meer kollidiert das sowjetische Kreuzfahrtschiff Admiral Nachimow mit einem Frachter. 423 Passagiere und Besatzungsmitglieder sterben beim wenige Minuten dauernden Schiffsuntergang in der Nähe von Noworossijsk.

Kleinere Unglücksfälle sind in den Unterartikeln von Katastrophe und in der Liste von Katastrophen aufgeführt.

### Sport
Einträge von Leichtathletik-Weltrekorden befinden sich unter der jeweiligen Disziplin unter Leichtathletik.

## Geboren

### Vor dem 17. Jahrhundert
- 0012: Caligula, römischer Kaiser
- 0161: Commodus, römischer Kaiser
- 1017: Jeongjong, 10. König des koreanischen Goryeo-Reiches
- 1398: Jean de Valois, duc de Touraine, französischer Adeliger

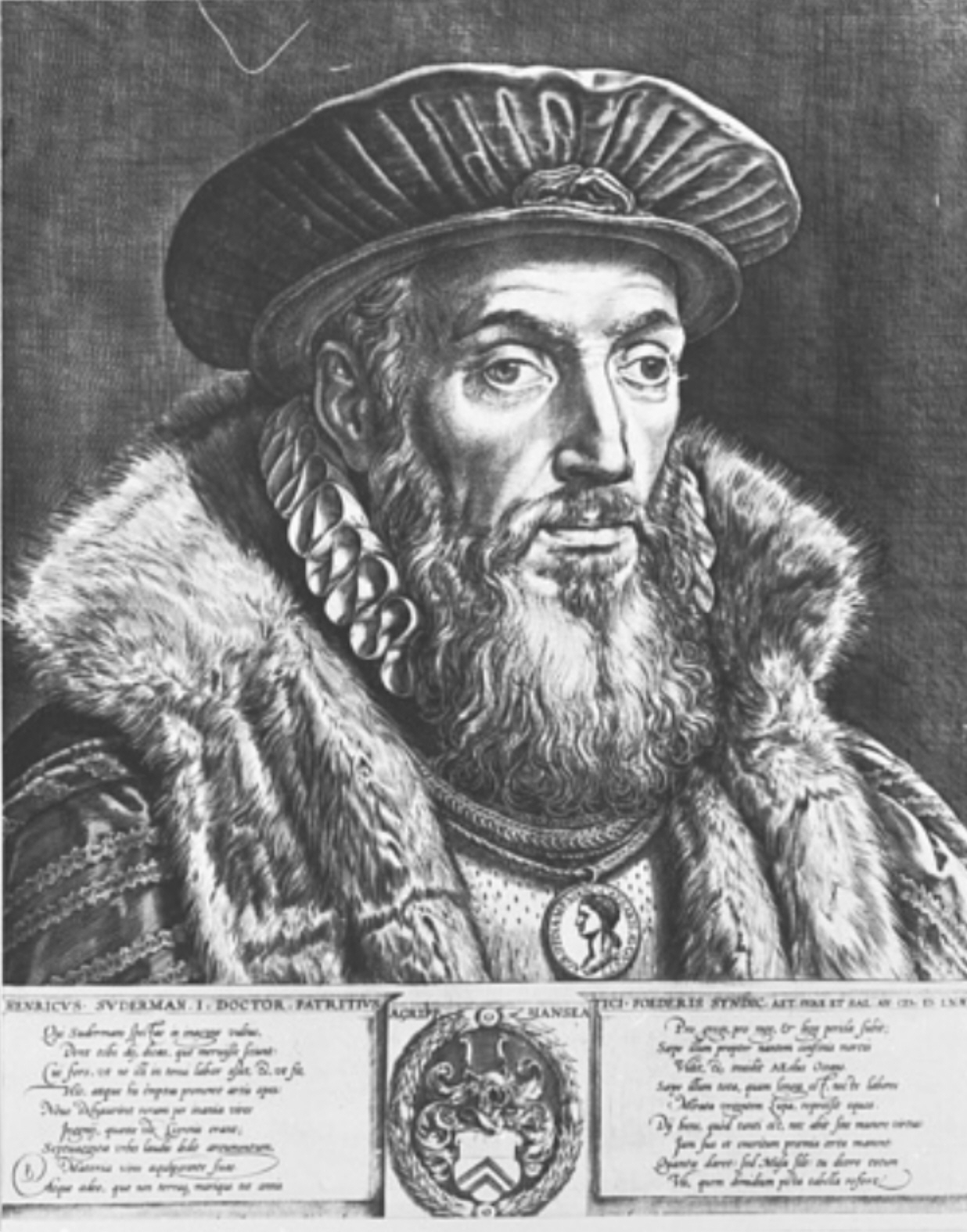
Heinrich Sudermann (* 1520)

- 1520: Heinrich Sudermann, deutscher Jurist und erster Syndikus der Hanse
- 1537: Arnold Mercator, deutscher Kartograph
- 1542: Isabella de’ Medici, italienische Adlige
- 1546: Daniel Adam z Veleslavína, tschechischer Schriftsteller und Verleger
- 1551: Lothar von Metternich, Kurfürst und Erzbischof von Trier
- 1559: Oddur Einarsson, isländischer evangelischer Bischof
- 1569: Jahangir, Großmogul von Indien
- 1600: Franz Romanus deutscher Rechtswissenschaftler

### 17. Jahrhundert

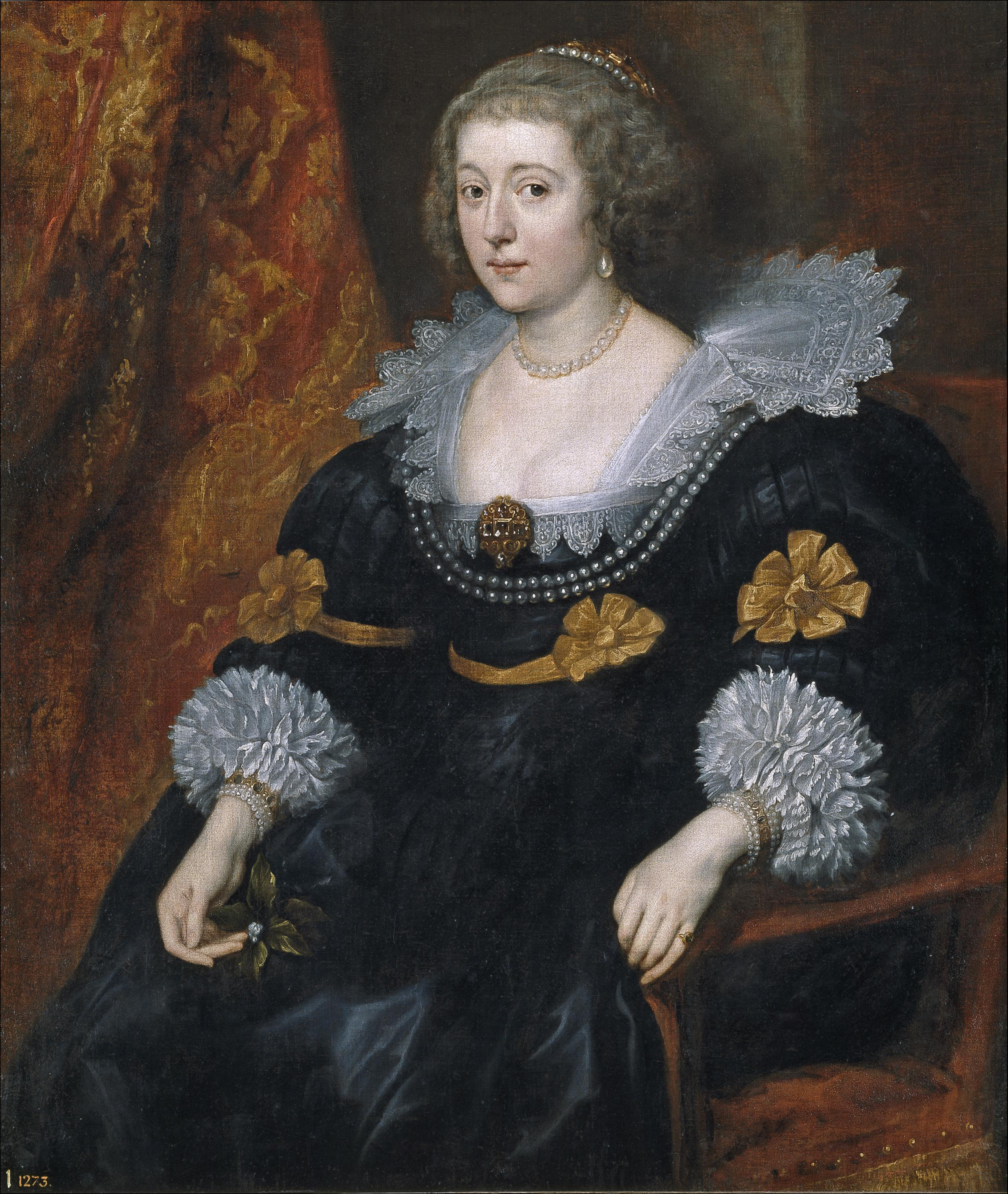
Amalie zu Solms-Braunfels (* 1602)

- 1602: Amalie zu Solms-Braunfels, Prinzessin von Oranien und Gräfin von Nassau
- 1627: Christian von Hohenlohe-Waldenburg-Bartenstein, deutscher Hofbeamter und Politiker
- 1629: Anna Margarete, Prinzessin von Hessen-Homburg und Herzogin von Schleswig-Holstein-Sonderburg-Wiesenburg
- 1634: Paul Ammann, deutscher Mediziner und Botaniker
- 1636: Heinrich Adrian Müller, deutscher Gutsbesitzer und kaiserlicher Resident in Lübeck
- 1649: Bernhard von Zech, deutscher Schriftsteller
- 1652: Ferdinando Carlo von Gonzaga-Nevers, Herzog von Mantua
- 1661: David Richter der Ältere, deutscher Porträt- und Landschaftsmaler
- 1663: Guillaume Amontons, französischer Physiker
- 1685: Samuel Urlsperger, deutscher lutherischer Theologe
- 1686: Charles de Bourbon, duc de Berry, Herzog von Berry und Anwärter auf den französischen Thron
- 1696: Johann Paul Kunzen, Komponist und Organist

### 18. Jahrhundert
- 1705: Henning von Ahlefeldt, dänischer Kammerherr und Geheimer Rat
- 1729: Friedrich Martini, deutscher Mediziner und Naturforscher
- 1729: Hans Jacob Mumenthaler, Schweizer Chemiker und Mechaniker

Adolf von Hüpsch (* 1730)

- 1730: Adolf von Hüpsch, Kölner Kunstsammler
- 1731: Ignazio Busca, italienischer Kardinal und Kardinalstaatssekretär
- 1739: Johann August Eberhard, deutscher Philosoph
- 1740: Johann Friedrich Oberlin, Straßburger Pfarrer und Sozialpionier
- 1741: Jean-Paul-Égide Martini, deutsch-französischer Komponist
- 1744: John Houstoun, US-amerikanischer Politiker
- 1749: Alexander Nikolajewitsch Radischtschew, russischer Philosoph und Revolutionär
- 1759: Joseph Armand von Nordmann, französischer Oberst und österreichischer Feldmarschallleutnant
- 1760: Aristide Aubert Dupetit-Thouars, französischer Admiral und Seefahrer
- 1760: Peter Joseph Triest, belgischer Kanoniker und Ordensgründer
- 1762: Josef Achammer, Tiroler Freiheitskämpfer und Schützenhauptmann von Sillian
- 1763: Andreas Stanislaus von Hatten, Bischof von Ermland
- 1777: Jean Pierre Joseph d’Arcet, französischer Chemiker
- 1777: August Klingemann, deutscher Schriftsteller der Romantik
- 1778: Johan Storm Munch, norwegischer Bischof und Schriftsteller

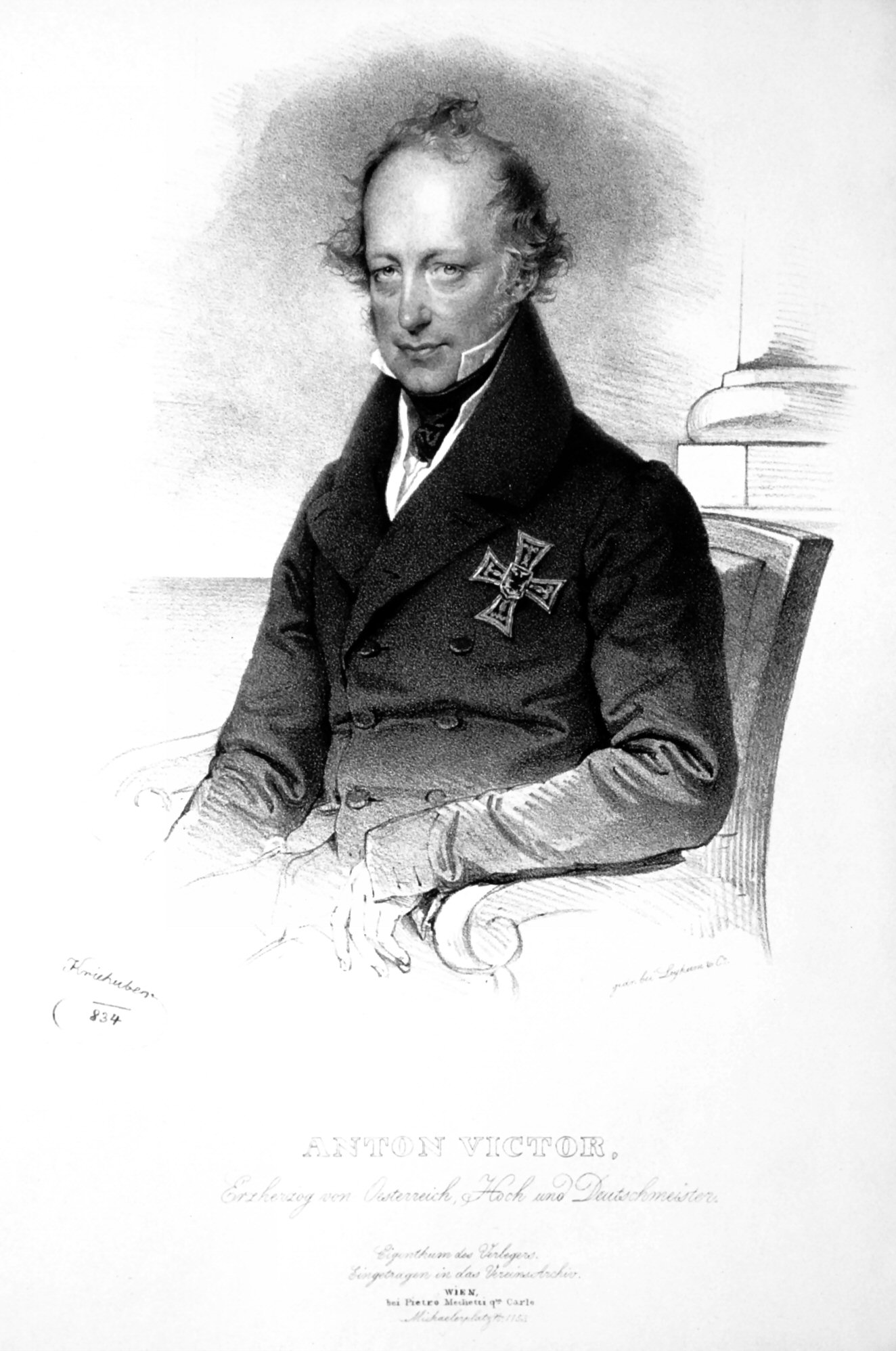
Anton Viktor von Österreich (* 1779)

- 1779: Anton Viktor von Österreich, Erzherzog von Österreich
- 1786: Eugène Chevreul, französischer Chemiker
- 1787: Louis Antoine Ponchard, französischer Opernsänger
- 1796: Christian Sartorius, deutscher Theologe, Pädagoge und Schriftsteller
- 1797: Philipp von Brunnow, russischer Diplomat
- 1797: Ramón Castilla, Staatspräsident von Peru
- 1798: Gebhard Karl Ludolf von Alvensleben, preußischer General der Kavallerie
- 1798: Georg Friedrich Puchta, deutscher Jurist

### 19. Jahrhundert

#### 1801–1850
- 1801: Pierre Soulé, US-amerikanischer Politiker
- 1802: Karl von Urban, österreichischer Feldmarschallleutnant
- 1803: Karl Eduard Meinicke, deutscher Geograph und Autor
- 1809: Oswald Heer, Schweizer Paläontologe, Botaniker und Entomologe
- 1811: Goode Bryan, General der Konföderierten Staaten von Amerika

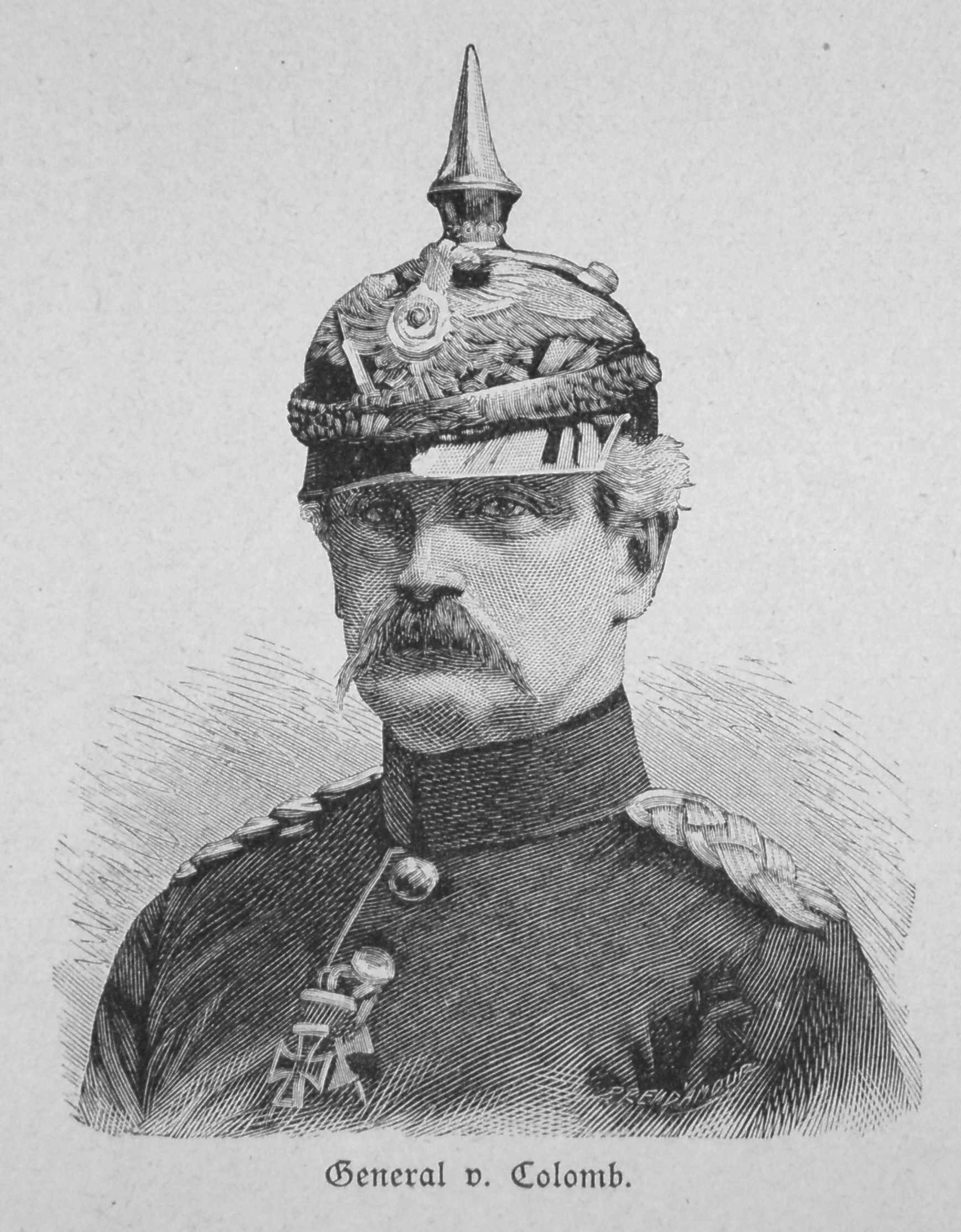
Enno von Colomb (* 1812)

- 1812: Enno von Colomb, preußischer General
- 1815: Heinrich Ernst Beyrich, deutscher Geologe und Paläontologe
- 1821: Hermann von Helmholtz, deutscher Physiologe und Physiker
- 1821: Christian Carl Magnussen, deutscher Kunstmaler
- 1824: Christian Arning, deutscher Richter und Politiker
- 1824: Joseph Roesberg, deutscher Mundartdichter und Komponist
- 1829: Urs Schild, Schweizer Industrieller und Politiker
- 1830: Edmund Kretschmer, deutscher Organist und Komponist
- 1832: Charles Wirgman, britischer Karikaturist
- 1834: Amilcare Ponchielli, italienischer Komponist und Dirigent
- 1837: Frederick Walker Pitkin, Gouverneur von Colorado
- 1840: Wilhelm Dittenberger, deutscher Klassischer Philologe und Epigraphiker

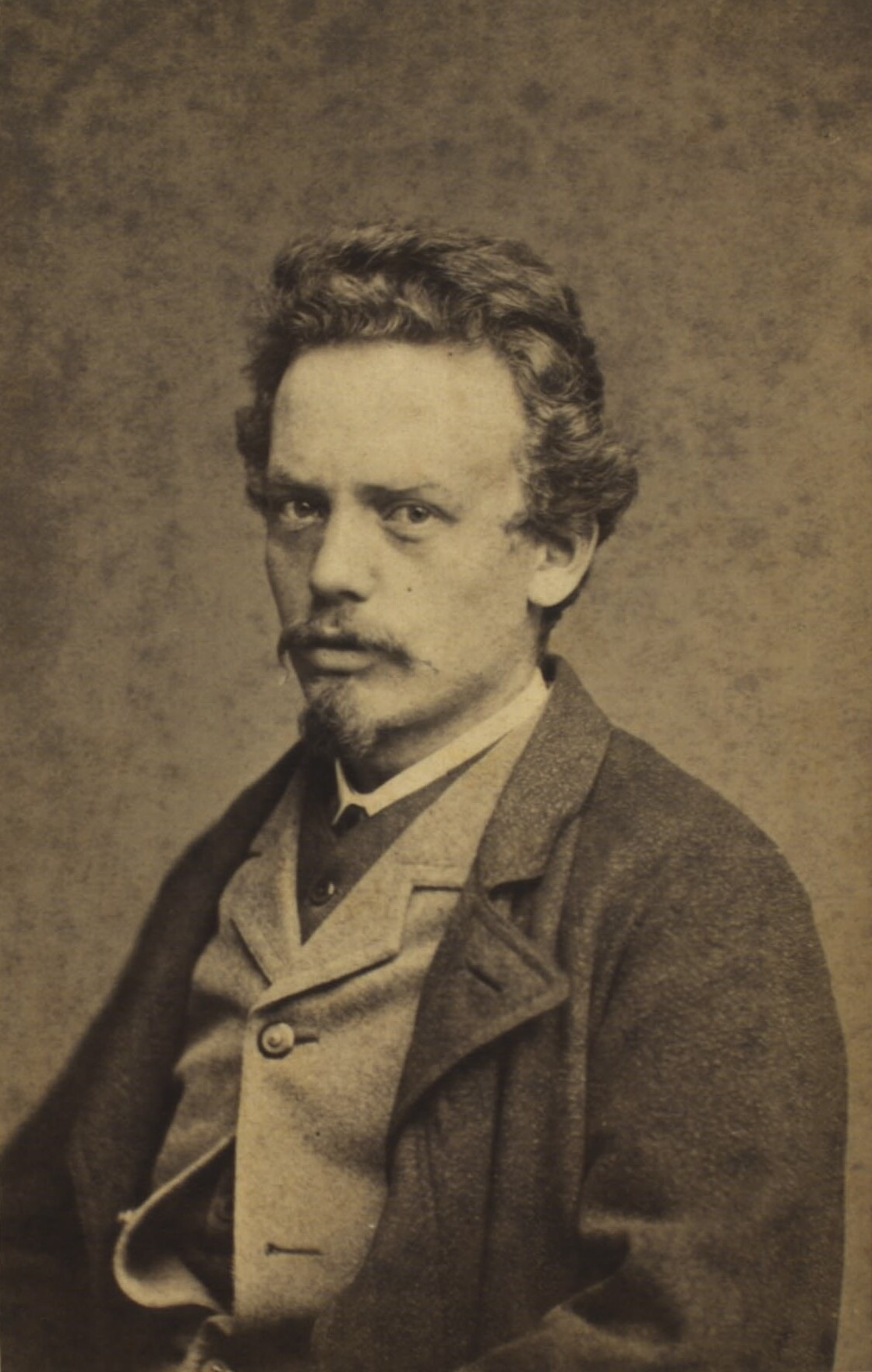
Carl Rasmussen (* 1841)

- 1841: Carl Rasmussen, dänischer Maler
- 1842: Adolf Pinner, deutscher Chemiker
- 1842: Josef Riehl, österreichischer Unternehmer
- 1843: Georg von Hertling, deutscher Politiker und Philosoph
- 1844: Ernst Flügel, deutscher Komponist der Romantik
- 1845: Heinrich von Poschinger, deutscher Schriftsteller und Historiker
- 1845: Conrad Rethwisch, deutscher Historiker und Schulmann

#### 1851–1900
- 1851: Elise Wiedermann, österreichisch-australische Sängerin

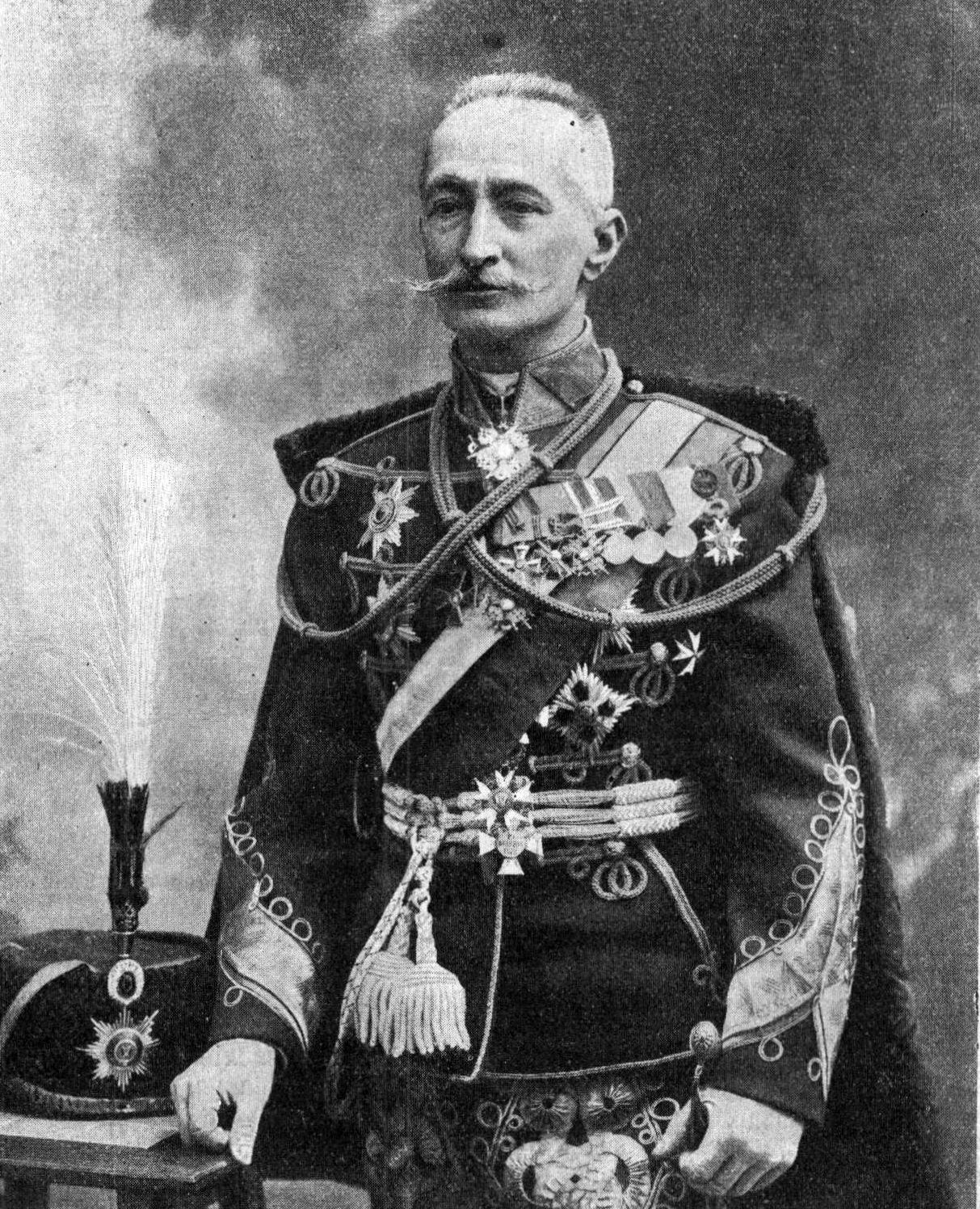
Alexei Brussilow (* 1853)

- 1853: Alexei Alexejewitsch Brussilow, russischer Generaladjutant des Zaren
- 1854: Carl Wilhelm Samuel Aurivillius, schwedischer Zoologe
- 1856: Nikogaios Tigranjan, armenischer Komponist, Pianist, Musikpädagoge und Folklorist
- 1860: Karl Emil Scherz, deutscher Architekt und Ortschronist
- 1861: Alexandre-M. Clerk, kanadischer Komponist und Dirigent
- 1861: Benjamin Jan Kouwer, niederländischer Gynäkologe
- 1863: Isabella von Bayern, Prinzessin von Bayern und Savoyen, Herzogin von Genua
- 1865: Heinrich Pudor, deutscher Publizist, Pionier der Freikörperkultur in Deutschland
- 1866: Elizabeth von Arnim, britische Schriftstellerin
- 1866: Georg Arthur Jensen, dänischer Künstler
- 1869: Anthony Ashley-Cooper, 9. Earl of Shaftesbury, britischer Adeliger

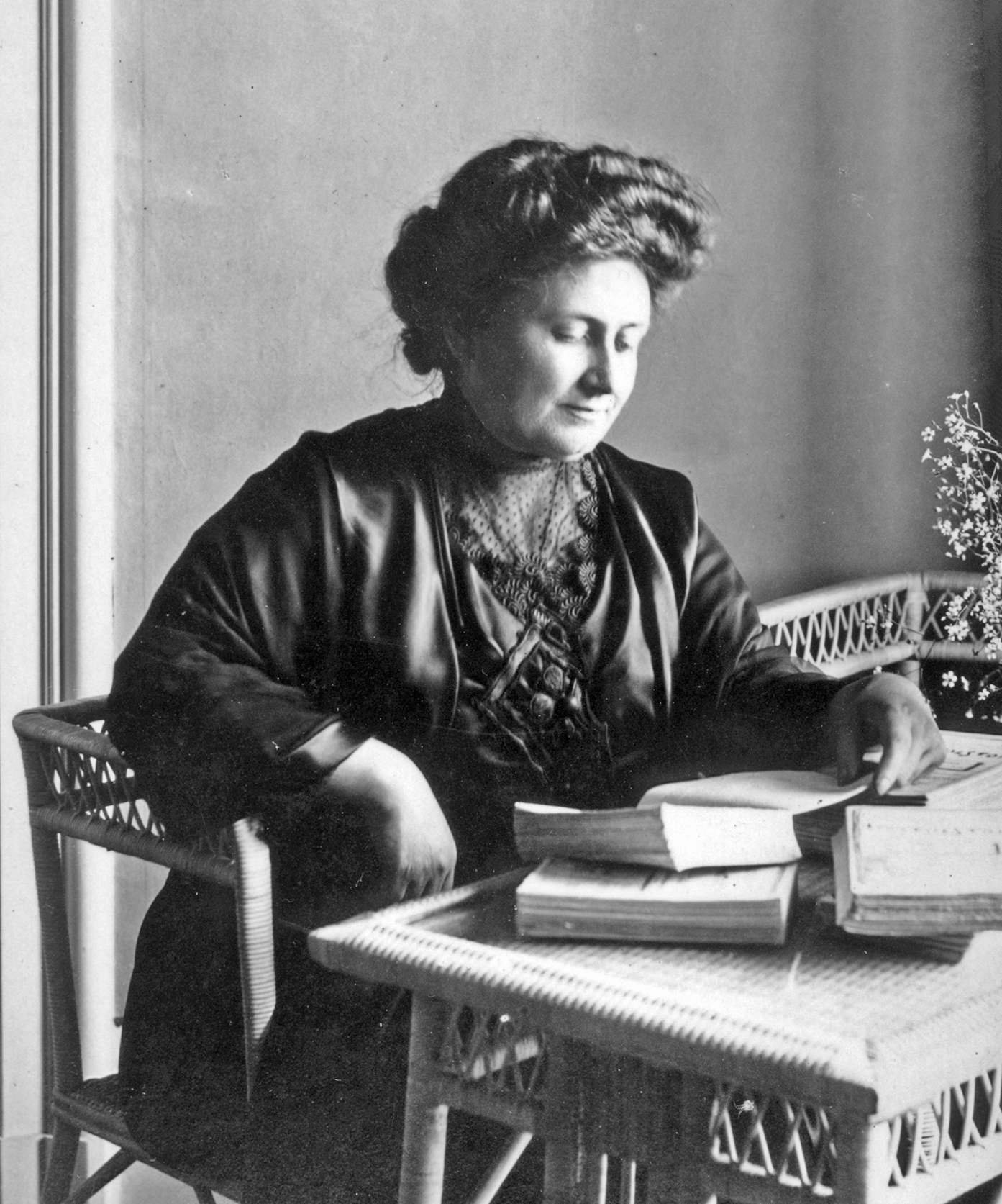
Maria Montessori (* 1870)

- 1870: Maria Montessori, italienische Ärztin und Pädagogin
- 1871: Ernst II., Herzog von Sachsen-Altenburg
- 1871: James E. Ferguson, US-amerikanischer Politiker
- 1871: Rudolf Herzog, deutscher Altphilologe und Archäologe
- 1871ː Hermine Hug-Hellmuth, österreichische Psychoanalytikerin, Mordopfer
- 1873: Mathilde Level, deutsche Opernsängerin (Sopran) mit französischen Wurzeln
- 1873: Allen Sisson, US-amerikanischer Old-Time-Musiker
- 1874: Edward Lee Thorndike, US-amerikanischer Psychologe
- 1878: Frank Jarvis, US-amerikanischer Leichtathlet
- 1878: Albert Riemenschneider, US-amerikanischer Bachforscher und Musikpädagoge
- 1879: Ida Kerkovius, deutsche Malerin und Bildteppichweberin

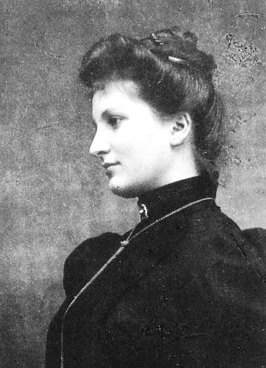
Alma Mahler-Werfel (* 1879)

- 1879: Alma Mahler-Werfel, österreichisch-US-amerikanische Komponistin und Salonière
- 1880: Adolf Grabowsky, deutscher geopolitischer Wissenschaftler
- 1880: Wilhelmina, Königin der Niederlande
- 1881: Emanuel Goldberg, russisch-jüdischer Chemiker, Techniker und Erfinder
- 1882: Franz Hofer, deutscher Filmregisseur
- 1882: Harry Porter, US-amerikanischer Leichtathlet
- 1883: Ramón Fonst, kubanischer Fechter
- 1884: George Sarton, US-amerikanischer Wissenschaftshistoriker
- 1885: Herbert Westren Turnbull, englischer Mathematiker
- 1886: Jan Heřman, tschechischer Pianist und Musikpädagoge
- 1886: Wilhelm Kuh deutscher Kunstmaler
- 1887: Fritz Paneth, deutsch-österreichischer Chemiker
- 1887: Margarete Tietz, deutsch-amerikanische Sozialfürsorgerin, Mäzenatin und Pädagogin
- 1889: Anna Ebert, deutsche Politikerin, Widerstandskämpferin gegen den Nationalsozialismus
- 1890: Emil Georg Bührle, Schweizer Rüstungsindustrieller und Kunstsammler
- 1891: Theodor Danegger, österreichischer Schauspieler
- 1892: Auguste Caralp, französischer Automobilrennfahrer
- 1892: Wheeler Dryden, britischer Schauspieler

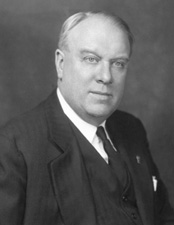
Raymon E. Baldwin (* 1893)

- 1893: Raymond E. Baldwin, US-amerikanischer Richter und Politiker, Gouverneur und Senator für Connecticut
- 1893: José María Granada, spanischer Dramatiker, Drehbuchautor und Regisseur
- 1893: Lily Laskine, französische Harfenistin
- 1893: Georg Thumshirn, deutscher Motorradrennfahrer
- 1894: Joseph Freundorfer, Neutestamentler und Bischof von Augsburg
- 1895: Eugen Braun, österreichischer Fußballschiedsrichter
- 1895: Karl Fiehler, deutscher Politiker, MdR, Oberbürgermeister von München
- 1897: Marianne Bruns, deutsche Schriftstellerin
- 1897: Otto Dietrich, deutscher Politfunktionär, Reichspressechef der NSDAP, Staatssekretär im Reichsministerium für Volksaufklärung und Propaganda, MdR, Kriegsverbrecher
- 1897: Willy Liebel, deutscher Kommunalpolitiker, Oberbürgermeister von Nürnberg
- 1897: Fredric March, US-amerikanischer Schauspieler
- 1898: Ernst Josef Aufricht, deutscher Schauspieler und Theaterdirektor
- 1898: Heinrich Stephan, deutscher Politiker, MdL, MdB
- 1899: Albert Akst, US-amerikanischer Musiker und Filmeditor
- 1899: Aleksander Antson, estnischer Schriftsteller
- 1899: Walter Müller von Kulm, Schweizer Komponist und Musikpädagoge

### 20. Jahrhundert

#### 1901–1925

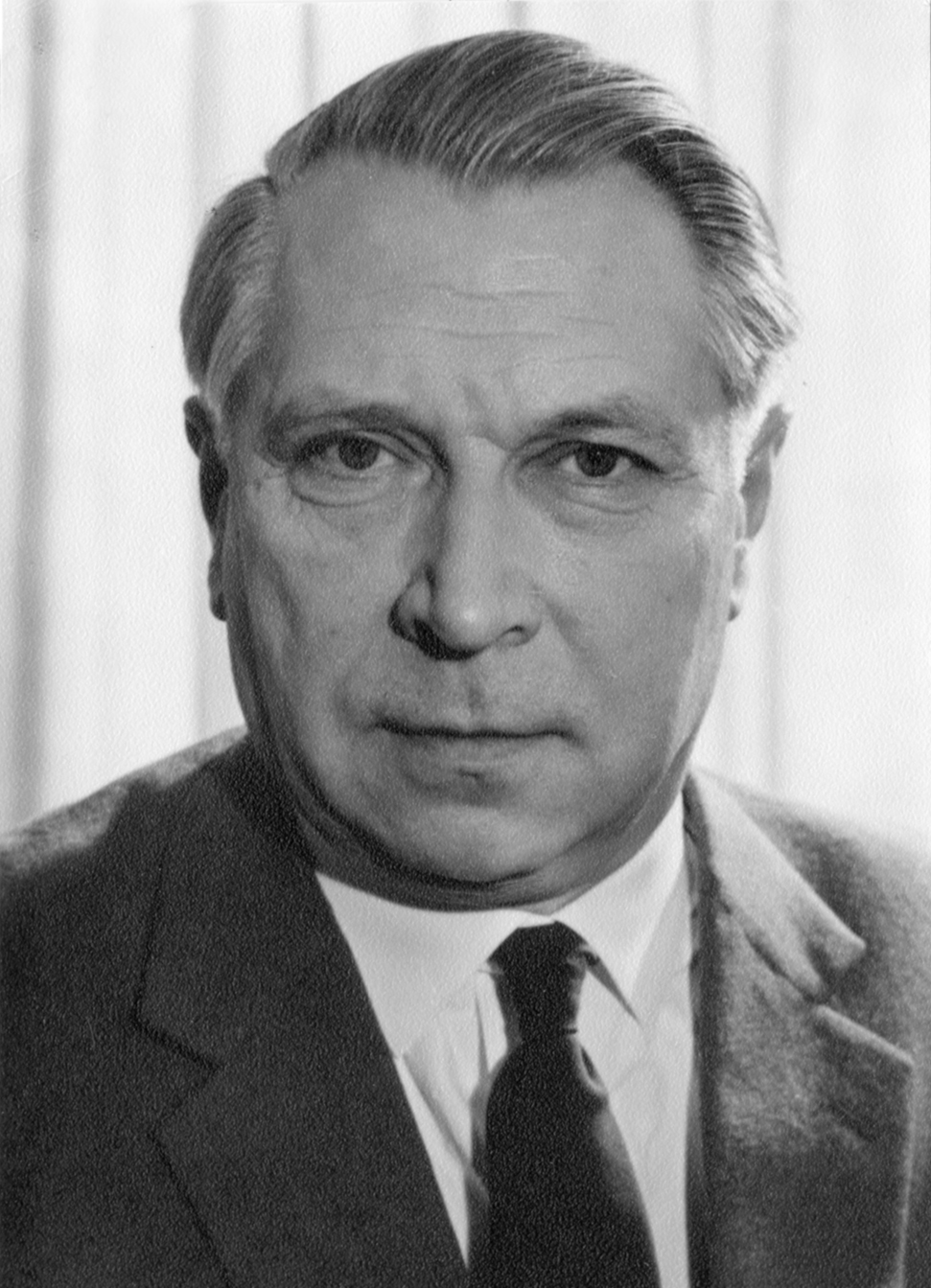
Werner Weber (* 1904)

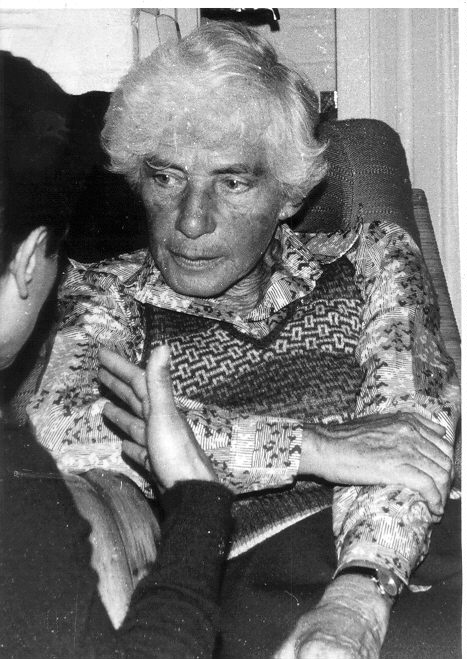
Marie Langer (* 1910)

- 1901: Burton Y. Berry, US-amerikanischer Diplomat und Kunstsammler
- 1901ː Hildegard Dörge-Schröder, deutsche Architektin, erste Regierungsbaumeisterin in Deutschland
- 1901: Hans-Adolf Prützmann, deutscher SS- und Polizeiführer
- 1903: Franz Blatt, österreichisch-dänischer mittellateinischer Philologe
- 1903: Vladimir Jankélévitch, französischer Philosoph
- 1903: Heinz Maria Oeftering, Präsident der deutschen Bundesbahn und Präsident des Bundesrechnungshofs
- 1904: Werner Weber, deutscher Staatsrechtler
- 1905: Robert Bacher, US-amerikanischer Kernphysiker (Manhattan-Projekt)
- 1905: Kurt Lehmann, deutscher Bildhauer
- 1905: Sanford Meisner, US-amerikanischer Schauspieler
- 1906: Raymond Sommer, französischer Automobilrennfahrer
- 1907: Argentina Brunetti, argentinische Schauspielerin
- 1907: Ramon Magsaysay, philippinischer Präsident
- 1907: Altiero Spinelli, italienischer Politiker
- 1908: Conrad Baden, norwegischer Komponist und Organist
- 1908: William Saroyan, US-amerikanischer Schriftsteller
- 1909: Marie-Louise Carven, französische Modedesignerin
- 1909: Hans-Joachim Fränkel, deutscher evangelischer Bischof und Menschenrechtler
- 1909: Walter Zawadil, deutscher Politiker, MdB
- 1910: Marie Langer, argentinische Psychoanalytikerin
- 1910: Maurice Tornay, Schweizer Augustinerchorherr, Märtyrer in Tibet

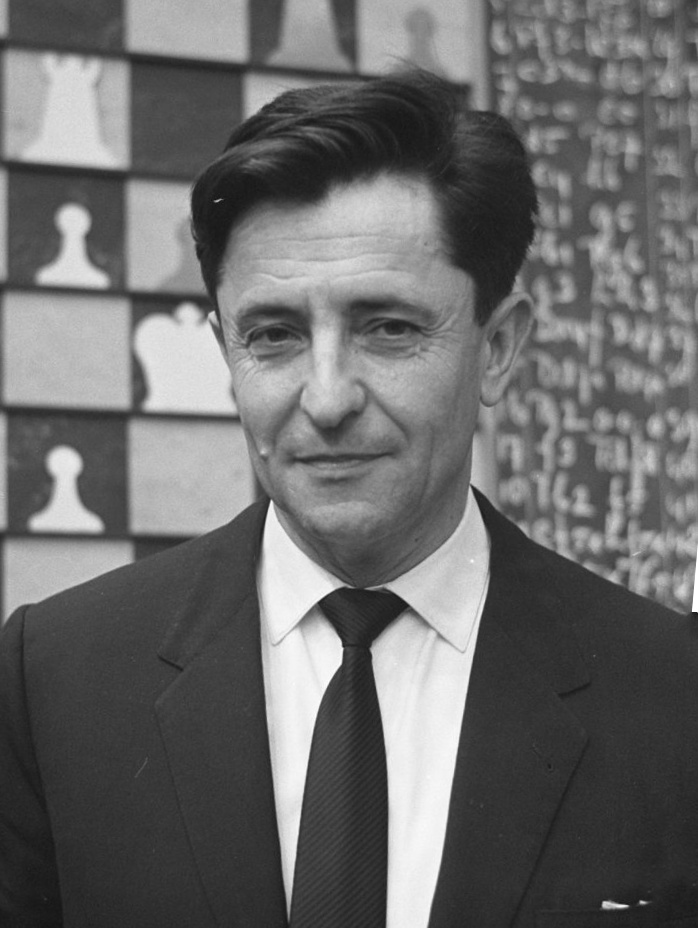
Petar Trifunović (* 1910)

- 1910: Petar Trifunović, jugoslawischer Schachmeister
- 1911: Hans John, deutscher Jurist und Widerstandskämpfer
- 1911: Ramón Vinay, chilenischer Heldentenor, später Bariton
- 1912: Helmut Hamann, deutscher Leichtathlet, Olympiamedaillengewinner
- 1913: Jacques Foccart, französischer Politiker
- 1913: Helen Levitt, US-amerikanische Fotografin und Filmemacherin
- 1913: Bernard Lovell, britischer Astrophysiker
- 1914: Richard Basehart, US-amerikanischer Schauspieler
- 1915: Alice Schwarz-Gardos, israelische Journalistin
- 1916: Robert Hanbury Brown, englischer Physiker und Radioastronom

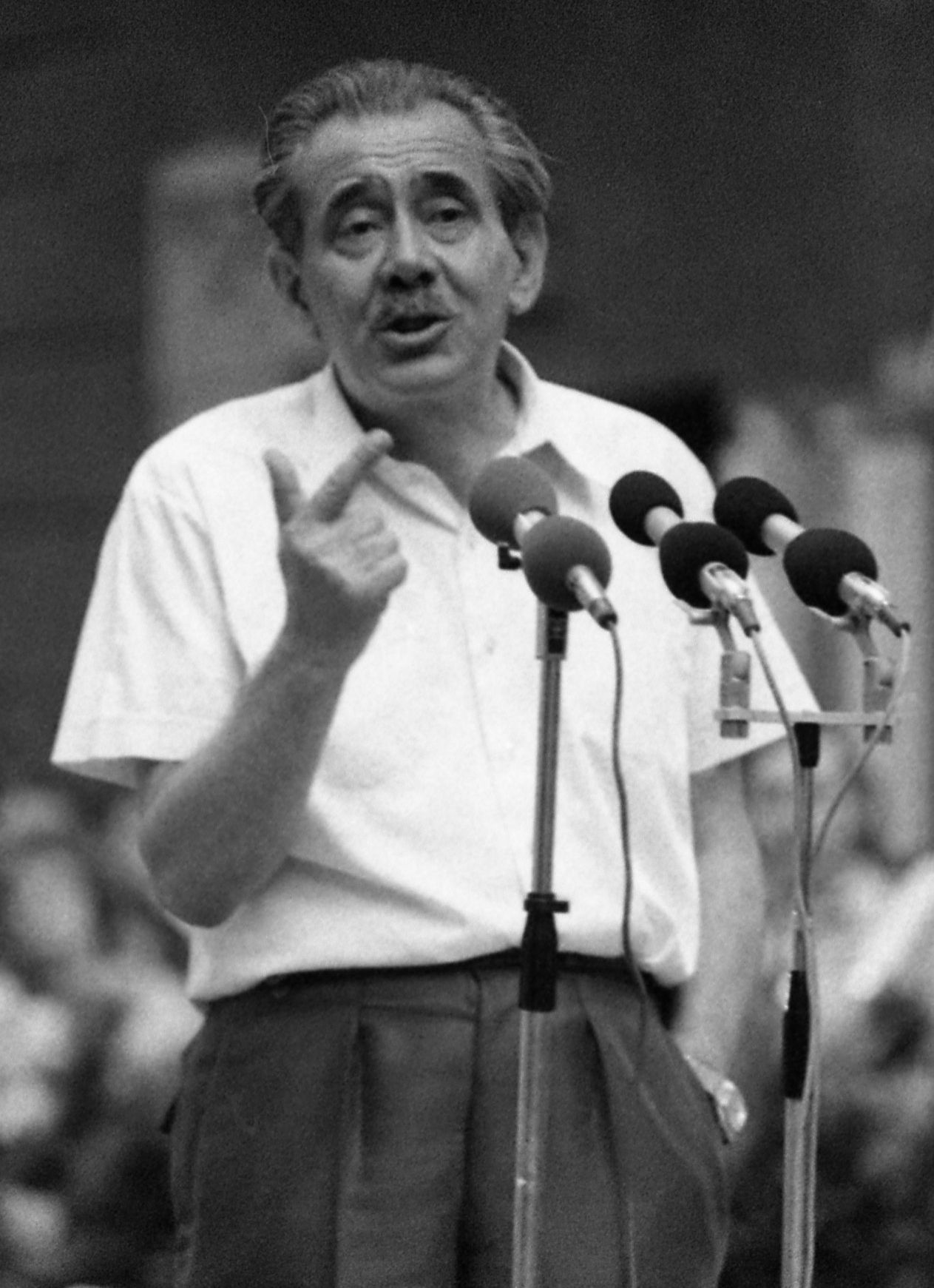
György Aczél (* 1917)

- 1917: György Aczél, ungarischer Kulturpolitiker
- 1917: Lucrecia Kasilag, philippinische Komponistin
- 1918: Bill Homeier, US-amerikanischer Automobilrennfahrer
- 1918: Alan Jay Lerner, US-amerikanischer Autor und Liedtexter
- 1921: Hermann Vetter, deutscher Fußballspieler
- 1921: Raymond Williams, britischer Wissenschaftler, Autor und Kritiker
- 1922: August Graf von Kageneck, deutscher Journalist
- 1923: Nikolaus Schilling, deutscher Schauspieler
- 1924: Klaus Hashagen, deutscher Komponist
- 1924: Harry Meyen, deutscher Schauspieler und Regisseur
- 1925: Arthit Kamlang-ek, thailändischer Militär und Politiker
- 1925: Maurice Pialat, französischer Filmregisseur und Schauspieler
- 1925: Elwin Schlebrowski, deutscher Fußballspieler

#### 1926–1950
- 1926: Josi Meier, Schweizer Politikerin
- 1927: Marianus Arokiasamy, indischer Erzbischof
- 1928: James Coburn, US-amerikanischer Filmschauspieler
- 1928: Marie-Brigitte Gauthier-Chaufour, französische Komponistin

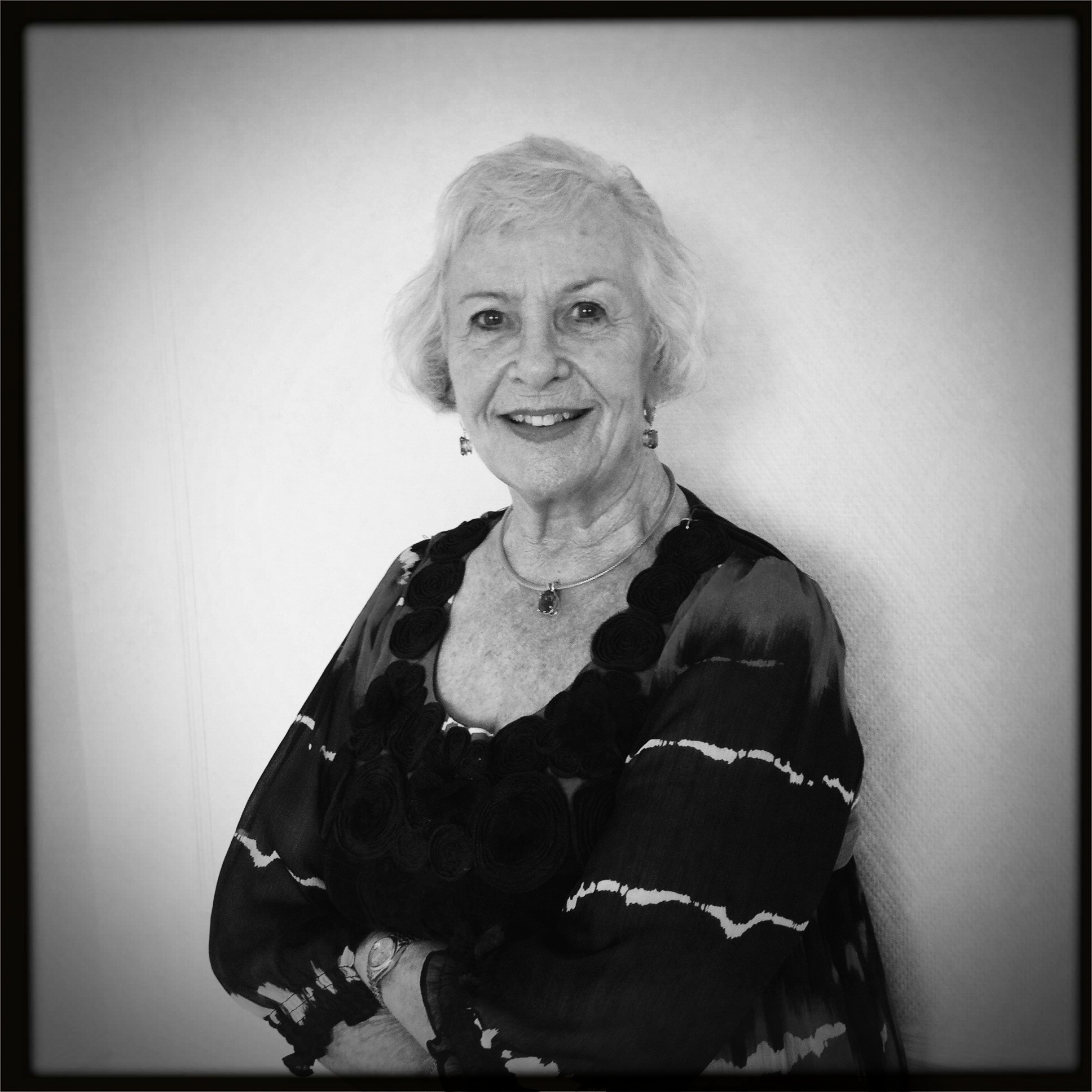
Germaine Damar (* 1929)

- 1929: Germaine Damar, luxemburgische Filmschauspielerin
- 1930: Don Oreck, US-amerikanischer Schauspieler
- 1930: Lore Straßl, deutsche Übersetzerin und Herausgeberin
- 1931: Jean Béliveau, kanadischer Eishockeyspieler
- 1931: Noble Willingham, US-amerikanischer Filmschauspieler
- 1932: Willy Hautvast, niederländischer Komponist und Musiker
- 1933: Susy Leiva, argentinische Tangosängerin
- 1933: Josef Tietzen, deutscher Fotograf
- 1933: Kirsten Walther, dänische Schauspielerin
- 1934: Rolf Krumsiek, deutscher Jurist und Politiker
- 1934: Helmut Wahler, deutscher Fußballspieler

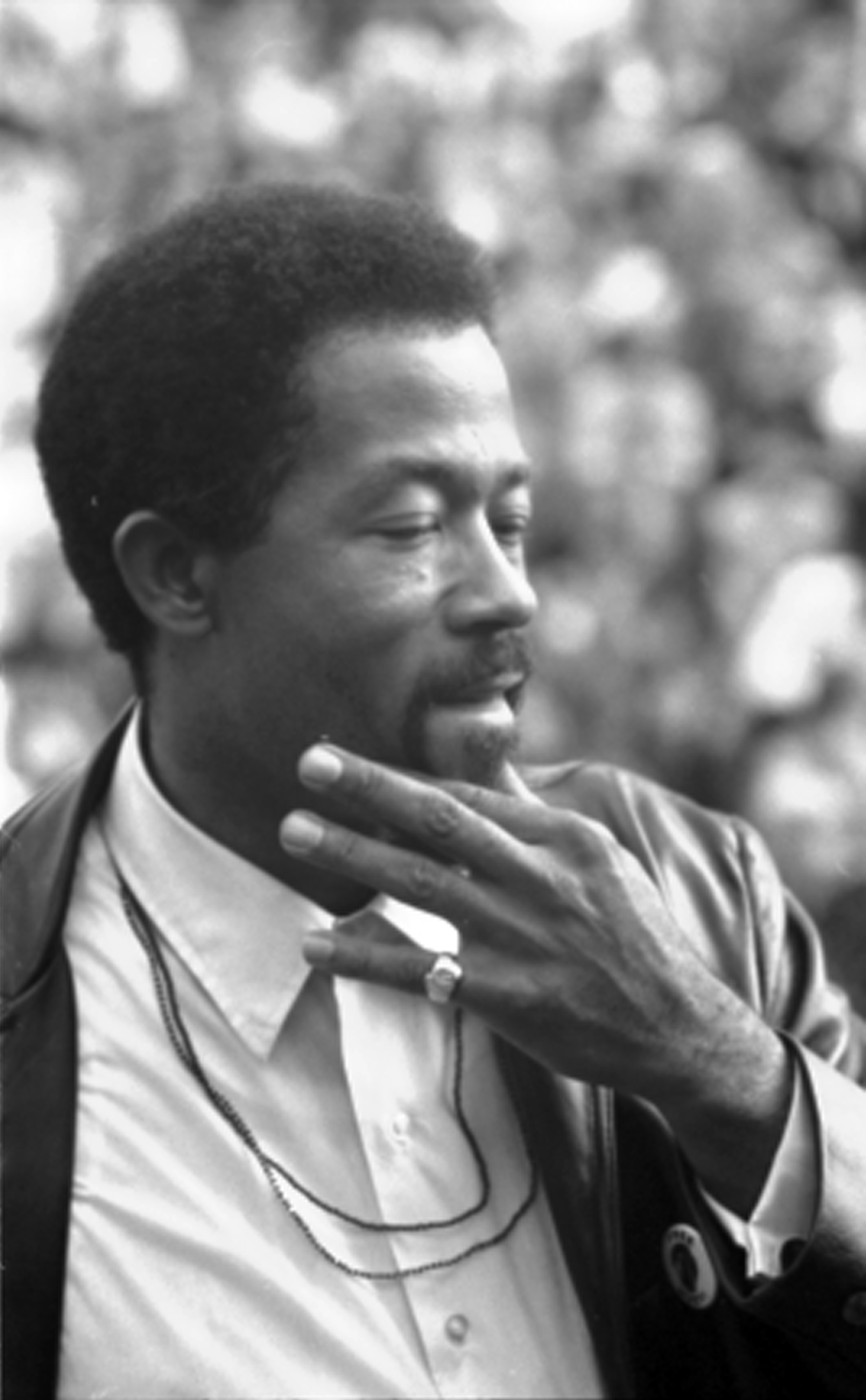
Eldridge Cleaver (* 1935)

- 1935: Eldridge Cleaver, US-amerikanischer Schriftsteller und Mitbegründer der Black Panther
- 1935: Hugbert Ibel, deutscher Brigadegeneral der Luftwaffe der Bundeswehr
- 1935: Frank Robinson, US-amerikanischer Baseballspieler
- 1936: Marie-Thérèse Kerschbaumer, österreichische Schriftstellerin
- 1936: Holger Obermann, deutscher Fußballtorhüter und ARD-Fernsehreporter
- 1936: Otelo Saraiva de Carvalho, portugiesischer Offizier
- 1937: Gunter Hampel, deutscher Jazzmusiker
- 1937: Gilles Latulippe, kanadischer Theaterleiter, Schauspieler, Regisseur und Schauspielautor
- 1938: Galina Jewgenjewna Gorochowa, sowjetische Florettfechterin
- 1938: Wieland Kuijken, belgischer Viola da gamba-Spieler und Cellist
- 1939: Gerhart Kreft, deutscher Richter am Bundesgerichtshof
- 1939: Paul Winter, US-amerikanischer Saxophonist und Bandleader
- 1940: Alain Calmat, französischer Eiskunstläufer
- 1941: Wolfgang Hilbig, deutscher Schriftsteller
- 1941: Walter Mossmann, deutscher Liedermacher
- 1941: Emmanuel Nunes, portugiesischer Komponist
- 1942: Isao Aoki, japanischer Profigolfer
- 1942: Joachim Behne, deutscher Brigadegeneral

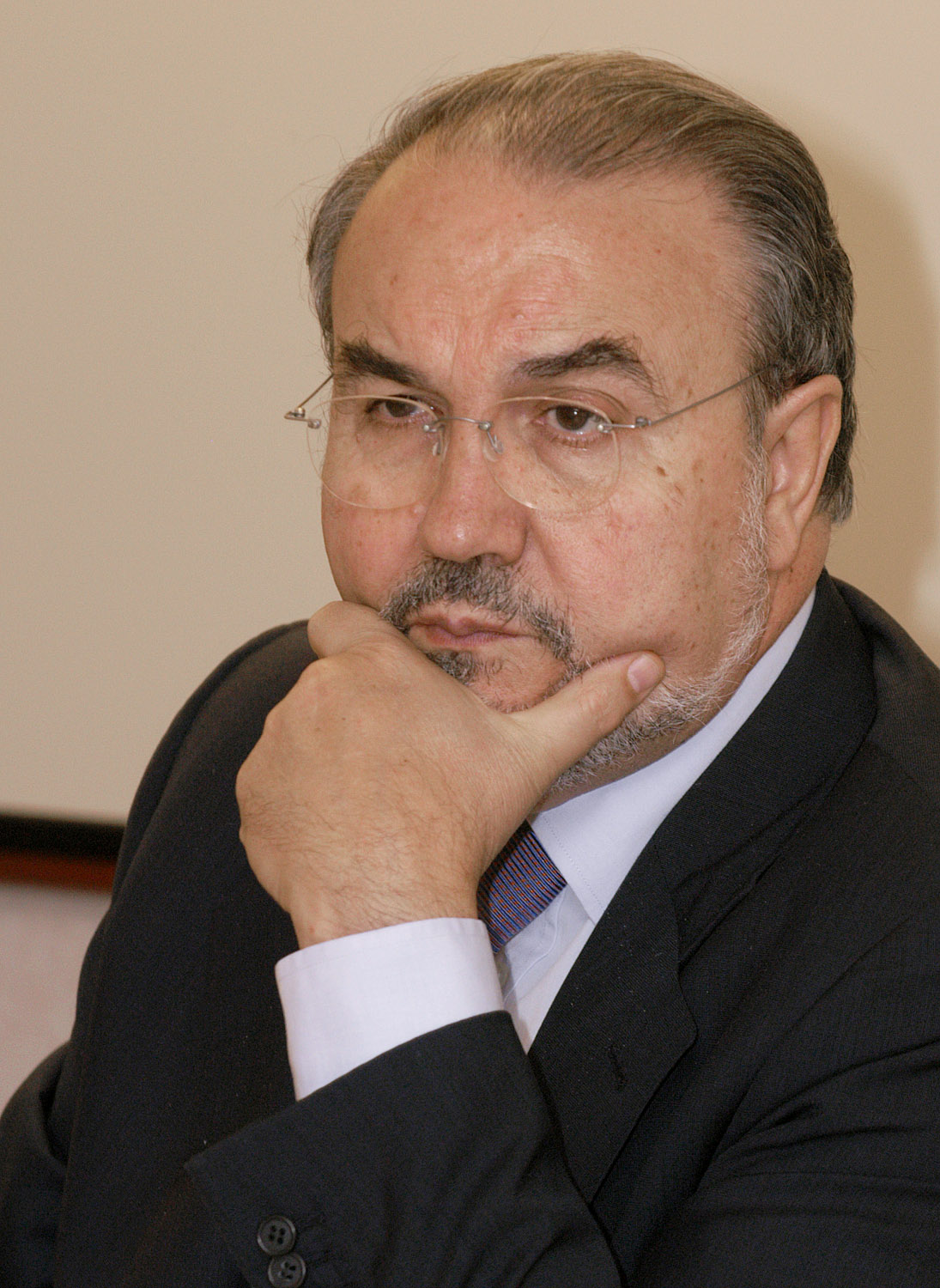
Pedro Solbes (* 1942)

- 1942: Aurelio Malfa, italienischer Schauspieler
- 1942: Pedro Solbes, spanischer Politiker, spanischer Wirtschaftsminister
- 1943: Thierry Romain Camille Jordan, Erzbischof von Reims
- 1944: Roger Dean, britischer Künstler
- 1944: Anna Lizaran, katalanische Schauspielerin
- 1945: Ernst-Reinhard Beck, deutscher Politiker, MdB
- 1945: Van Morrison, nordirischer Musiker, Sänger und Komponist
- 1945: Itzhak Perlman, israelischer Geiger
- 1946: Dagmar Chobot, österreichische Galeristin
- 1946: Michèle Artigue, französische Mathematikdidaktikerin
- 1946: Nöggi, Schweizer Unterhaltungsmusiker
- 1946: Helmut Panke, deutscher Manager

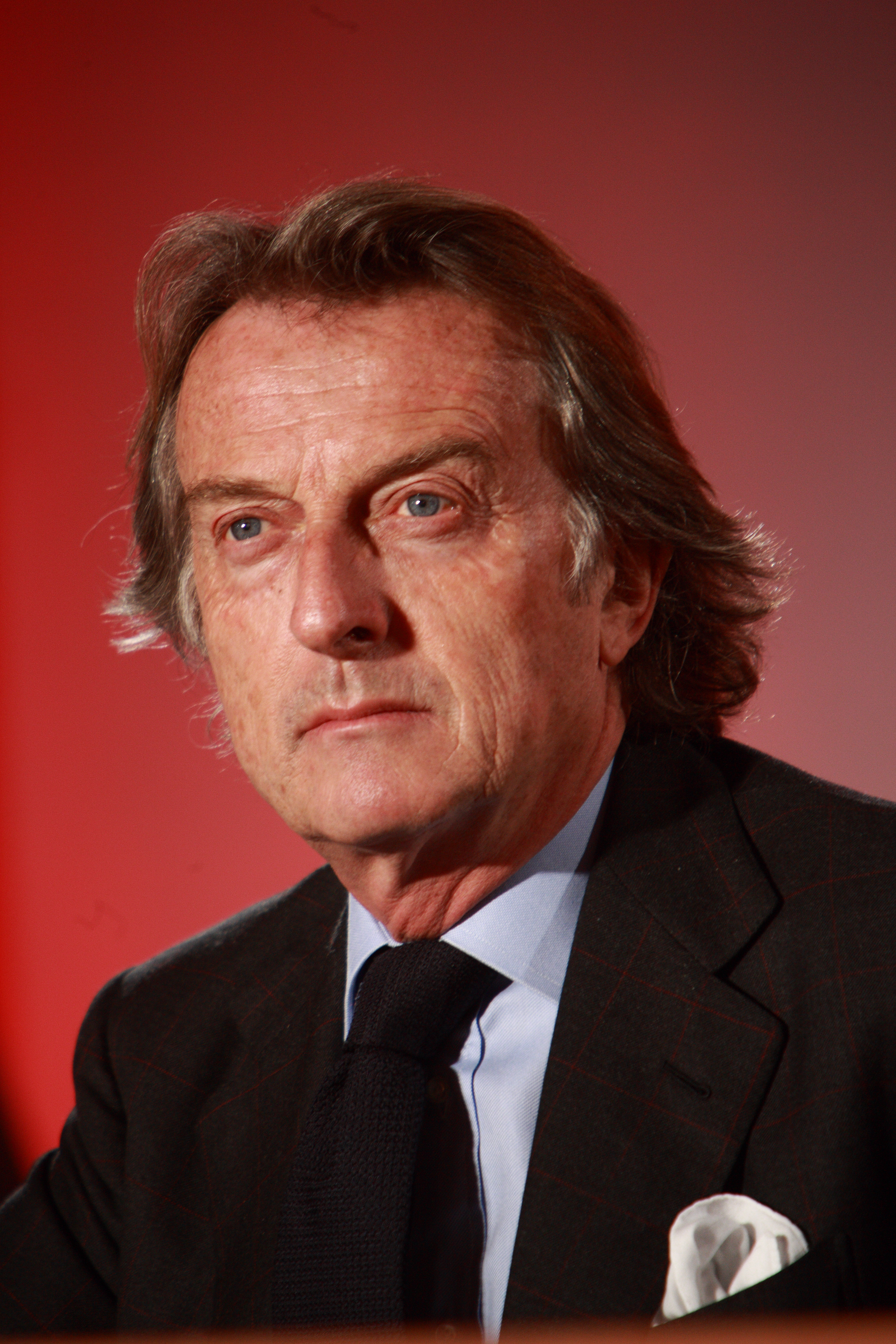
Luca Cordero di Montezemolo (* 1947)

- 1947: Luca Cordero di Montezemolo, italienischer Industrieller
- 1947: Yumiko Ōshima, japanische Manga-Zeichnerin
- 1948: Jakob Auer, österreichischer Politiker
- 1948: Harald Ertl, österreichisch-deutscher Automobilrennfahrer
- 1948: Holger Osieck, deutscher Fußballtrainer und -funktionär
- 1948: Rudolf Schenker, deutscher Musiker und Songschreiber
- 1948: Rolf Schmidt-Holtz, deutscher Journalist
- 1949: Olaf Berner, deutscher Lehrer und Handballspieler
- 1949: Richard Gere, US-amerikanischer Schauspieler
- 1950: Irene Gruss, argentinische Lyrikerin
- 1950: Wolfram Kober, deutscher Science-Fiction-Autor

#### 1951–1975
- 1951: Eduard Douša, tschechischer Komponist
- 1951: Dror Feiler, schwedisch-israelischer Komponist, Noise-Musiker und Aktivist
- 1951: Friedemann Witecka, deutscher Musiker und Musikproduzent
- 1952: Lee Hyla, US-amerikanischer Komponist

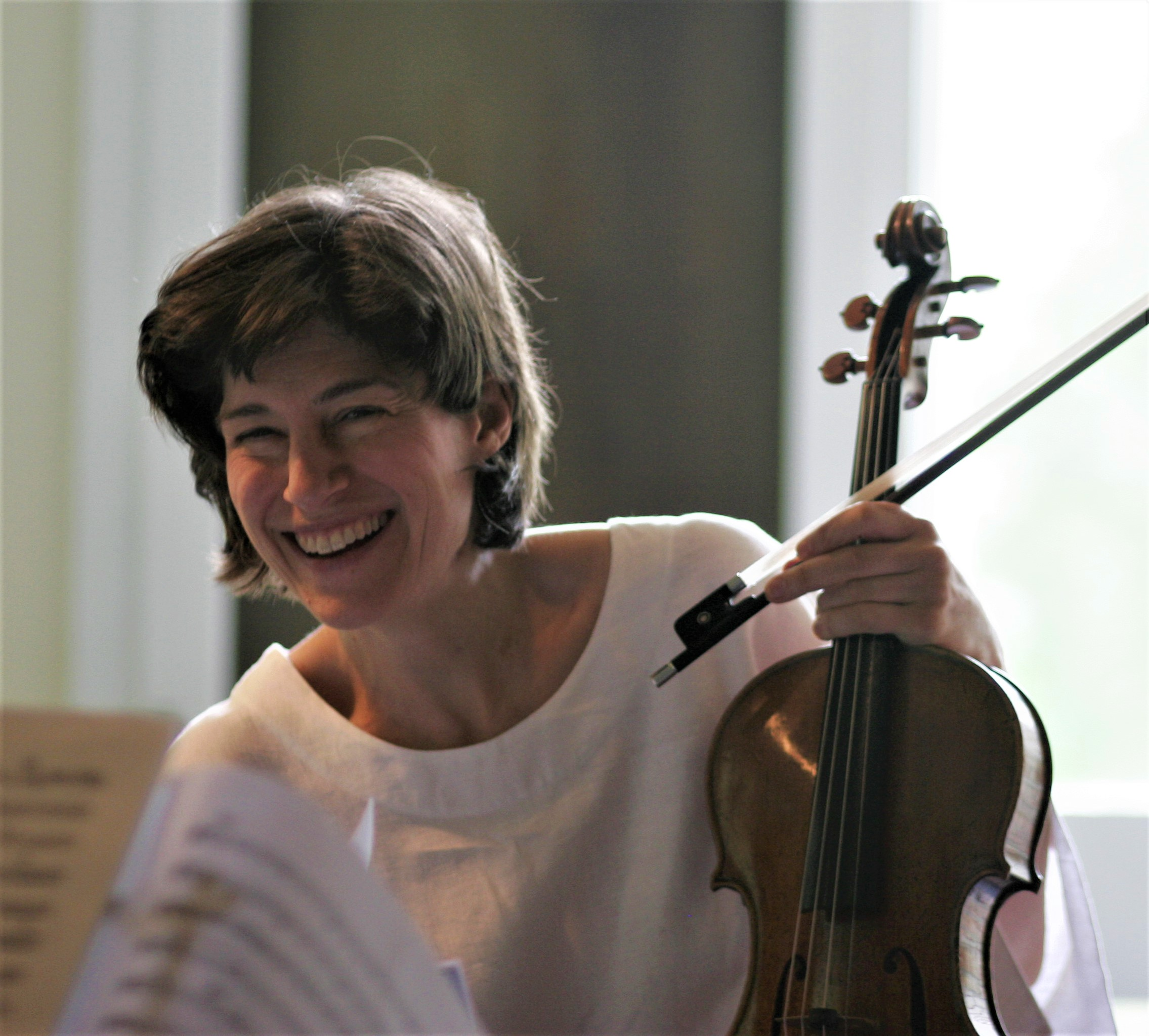
Kim Kashkashian (* 1952)

- 1952: Kim Kashkashian, US-amerikanische Bratschistin
- 1952: Herbert Reul, deutscher Politiker, MdEP
- 1953: Miguel Ángel Guerra, argentinischer Automobilrennfahrer
- 1953: Pawel Wladimirowitsch Winogradow, russischer Raumfahrer
- 1954: Caroline Cossey, britisches transsexuelles Model, Schauspielerin und Tänzerin
- 1954: Robert Kotscharjan, armenischer Staatspräsident
- 1955: Reinhold Greisbach, deutscher Phonetiker
- 1955: Edwin Moses, US-amerikanischer Leichtathlet
- 1956: Danny Dziuk, deutscher Musiker
- 1956: Heidemarie Mundlos, deutsche Politikerin
- 1957: Thomas Harms, deutscher Schauspieler
- 1957: Christoph Hillenbrand, deutscher Funktionär, Regierungspräsident
- 1959: Ralph Krueger, deutsch-kanadischer Eishockeytrainer
- 1960: Klaus Baier, deutscher Politiker
- 1960: Stevie B-Zet, deutscher Produzent in der elektronischen Musikszene

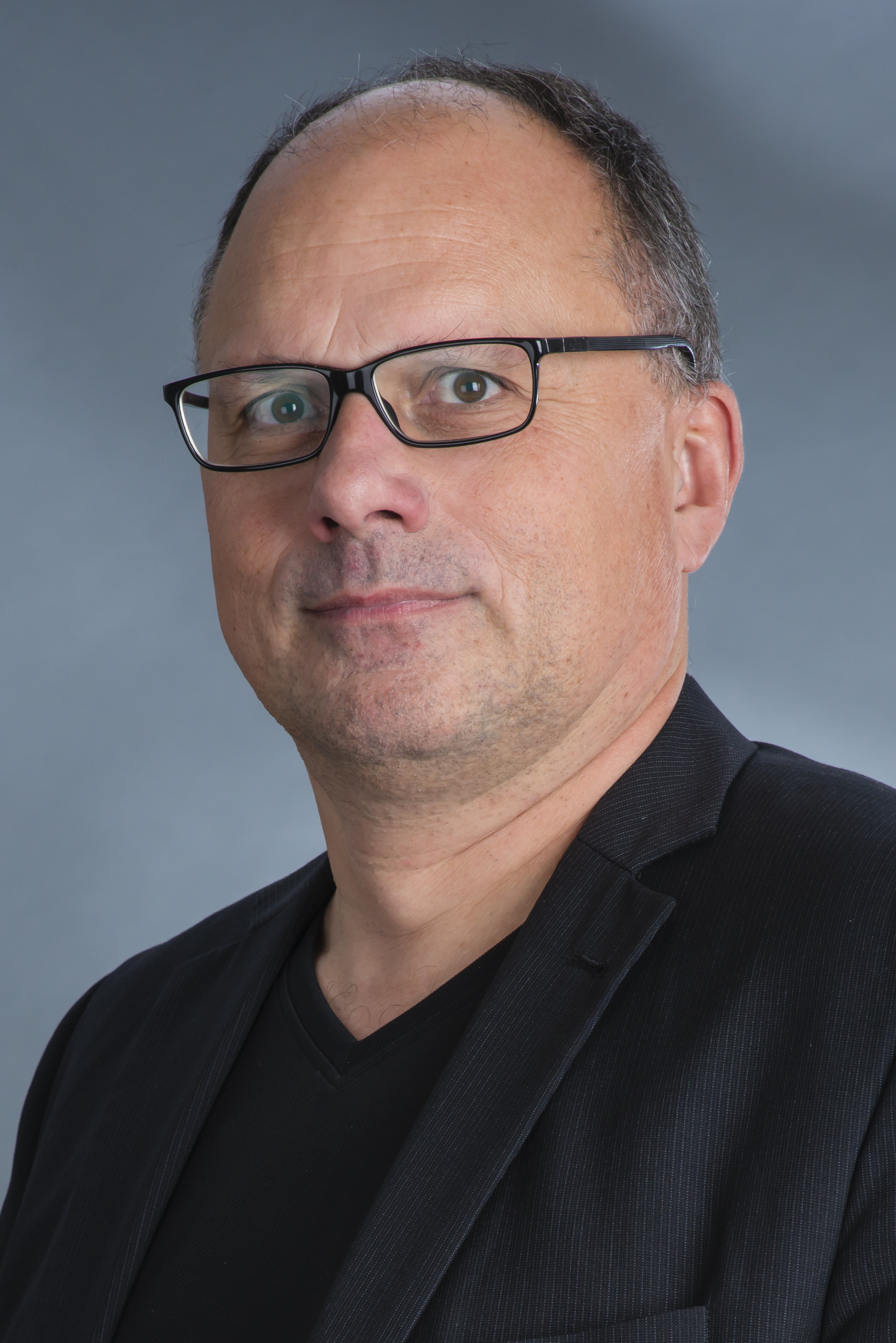
Matthias Güldner (* 1960)

- 1960: Matthias Güldner, deutscher Politiker
- 1960: Vali Ionescu-Constantin, rumänische Weitspringerin
- 1960: Chris Whitley, US-amerikanischer Musiker
- 1961: Peter Grossen, Schweizer Akkordeon- und Schwyzerörgelispieler
- 1961: Bruce Guthro, kanadischer Folksänger
- 1962: Janice Atkinson, britische Politikerin
- 1962: Bruce Baumgartner, US-amerikanischer Ringer
- 1964: Regina Gabriella Gerosa, Schweizer Künstlerin
- 1965: Céline Bonnier, kanadische Schauspielerin
- 1965: Charlotte Seither, deutsche Komponistin

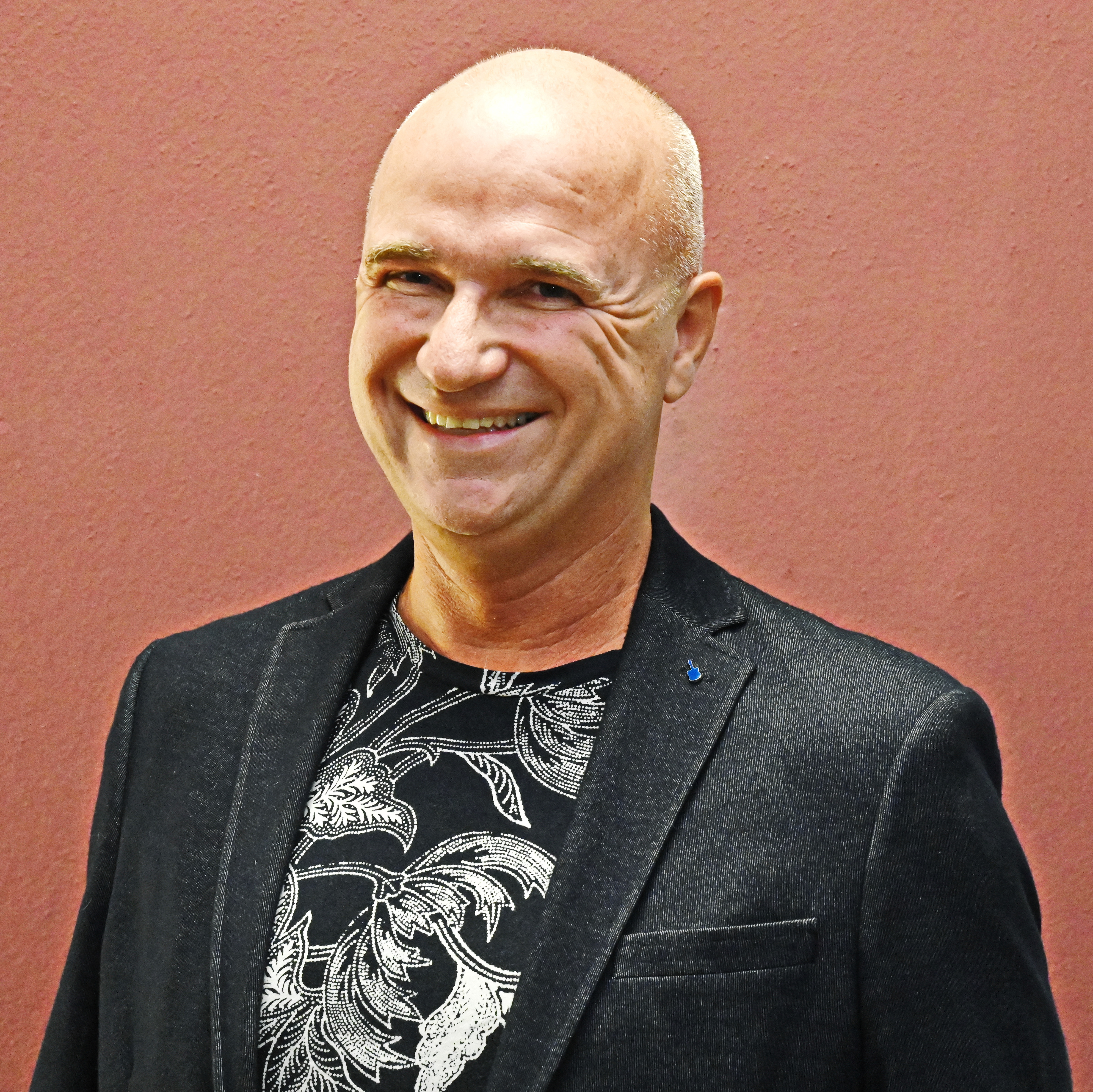
Wolfgang Krebs (* 1966)

- 1966: Wolfgang Krebs, deutscher Kabarettist
- 1966: Jan Einar Thorsen, norwegischer Skirennläufer
- 1967: Jonathan Cake, britischer Schauspieler
- 1967: Anita Moen, norwegische Ski-Langläuferin
- 1968: Joseph Cedar, israelischer Filmregisseur
- 1968: Martin Eder, deutscher Maler
- 1969: Andreas Arnstedt, deutscher Schauspieler, Drehbuchautor, Produzent und Regisseur
- 1969: Nathalie Bouvier, französische Skirennläuferin
- 1970: Debbie Gibson, US-amerikanische Pop-Sängerin
- 1970: Rania von Jordanien, jordanische Königin
- 1970: Arie van Lent, niederländischer Fußballspieler
- 1970: Jeremy Nobis, US-amerikanischer Skirennläufer und Extremskifahrer
- 1970: Michael Rast, österreichischer Schauspieler
- 1971: Alin Artimon, rumänischer Fußballspieler und -trainer
- 1971: Pádraig Harrington, irischer Golfer

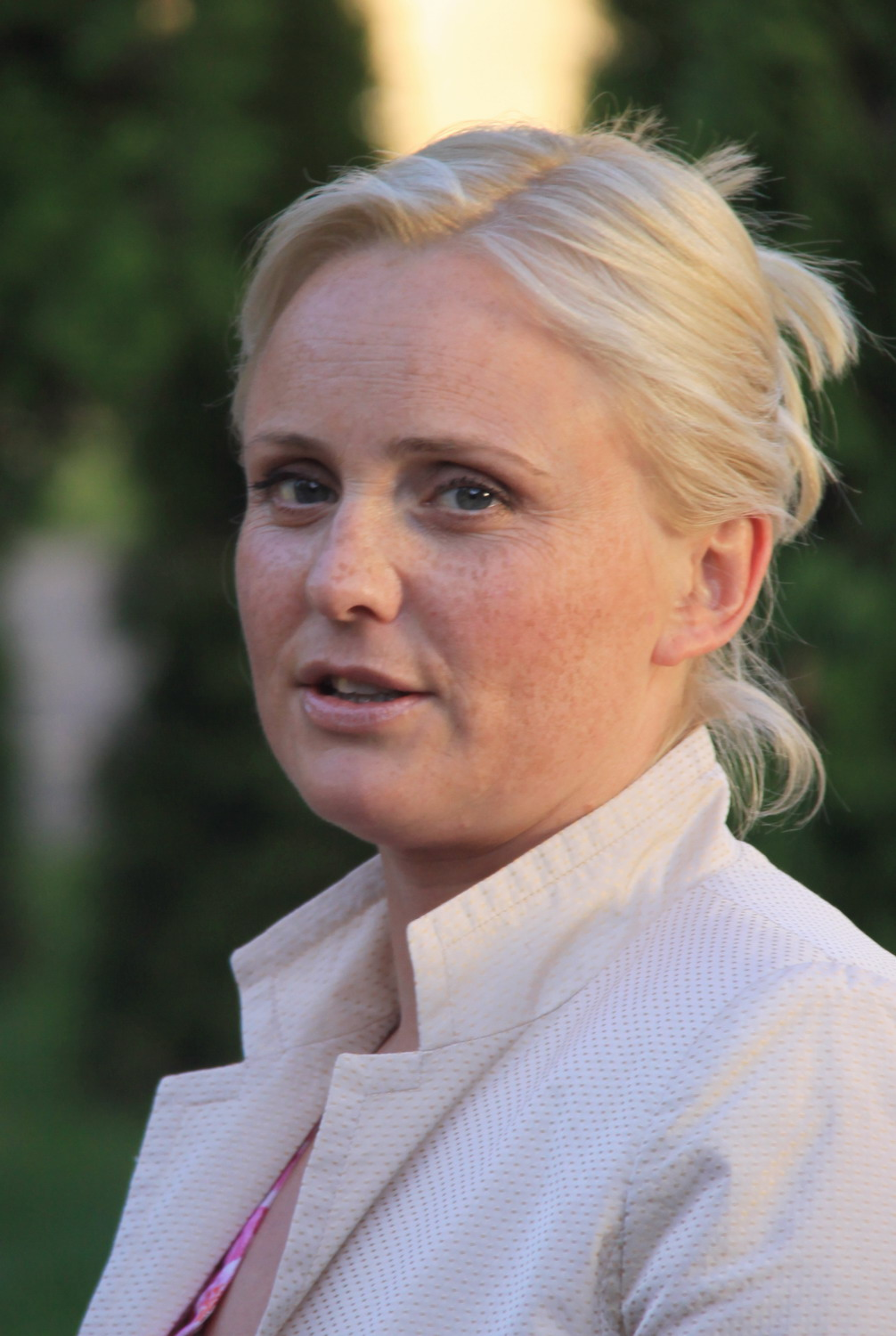
Kinga Preis (* 1971)

- 1971: Kinga Preis, polnische Schauspielerin
- 1971: Chris Tucker, US-amerikanischer Filmschauspieler und Komiker
- 1972: Konstantinos Konstantinidis, griechischer Fußballspieler
- 1973: Björn Bobach, deutscher Opernsänger
- 1973: Mickey Mansell, nordirischer Dartspieler
- 1973: Scott Niedermayer, kanadischer Eishockeyspieler
- 1974: Andrij Medwedjew, ukrainischer Tennisspieler
- 1974: Rudolf Zedi, deutscher Fußballspieler
- 1975: John Grahame, US-amerikanischer Eishockeyspieler
- 1975: Philipp Kutter, Schweizer Politiker
- 1975: Sara Ramírez, mexikanische Schauspielerin
- 1975: Marie Ringler, österreichische Politikerin

#### 1976–2000
- 1976: Vincent Delerm, französischer Sänger und Komponist

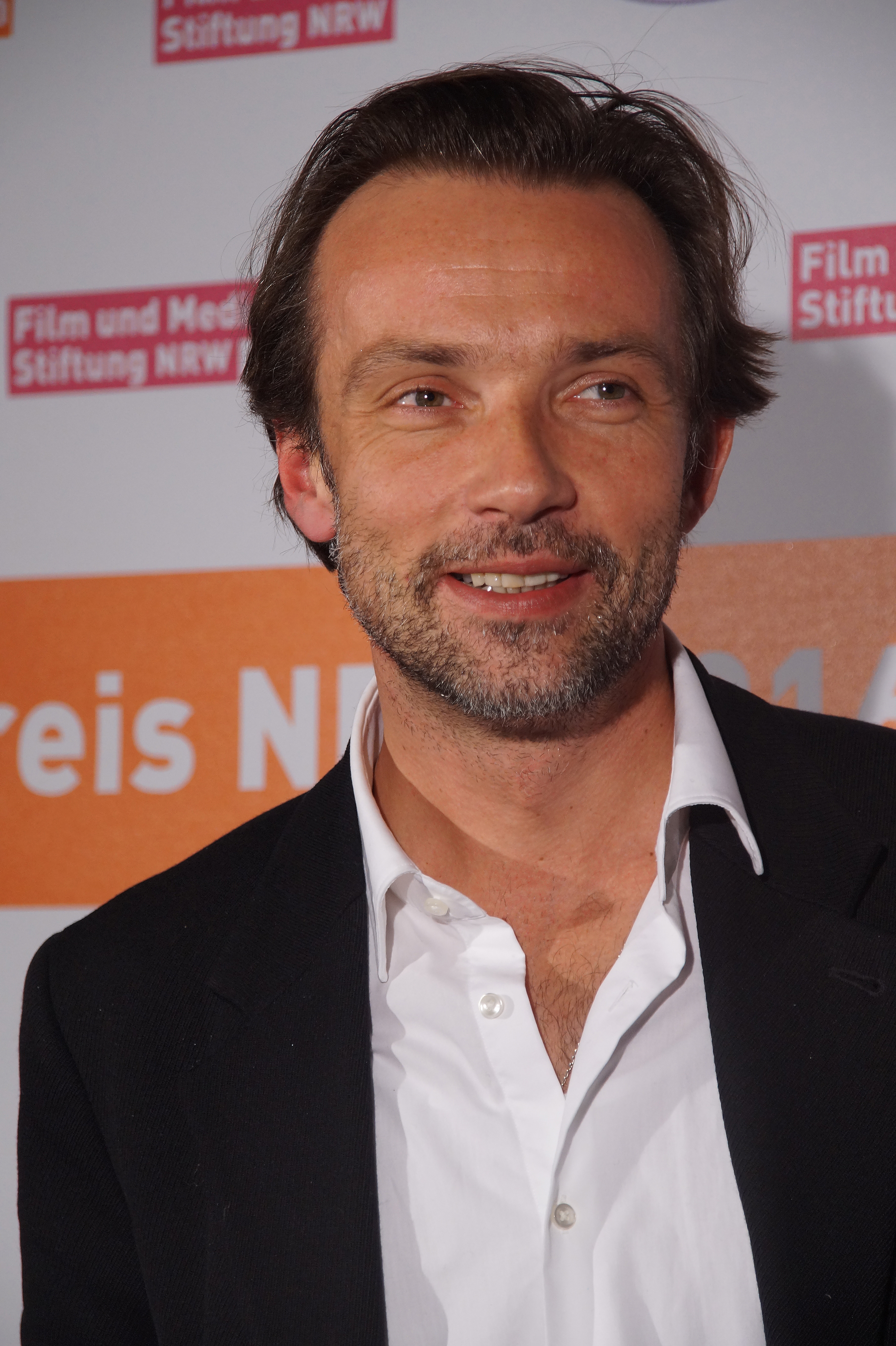
Lucas Gregorowicz (* 1976)

- 1976: Lucas Gregorowicz, deutsch-polnischer Schauspieler
- 1977: Jeff Hardy, US-amerikanischer Wrestler
- 1977: Jürgen Pichorner, österreichischer Fußballspieler
- 1978: Clemens Arnold, deutscher Hockeyspieler
- 1978: Hoda Lattaf, französische Fußballspielerin
- 1979: Peter Luczak, australischer Tennisspieler
- 1979: Yuvan Shankar Raja, indischer Musiker
- 1980: Joe Budden, US-amerikanischer Rapper
- 1980: Nikola Prce, bosnisch-herzegowinischer Handballspieler
- 1981: Ahmad Al Harthy, omanischer Automobilrennfahrer
- 1981: Lars Jungnickel, deutscher Fußballspieler
- 1981: Dwayne Peel, walisischer Rugbyspieler

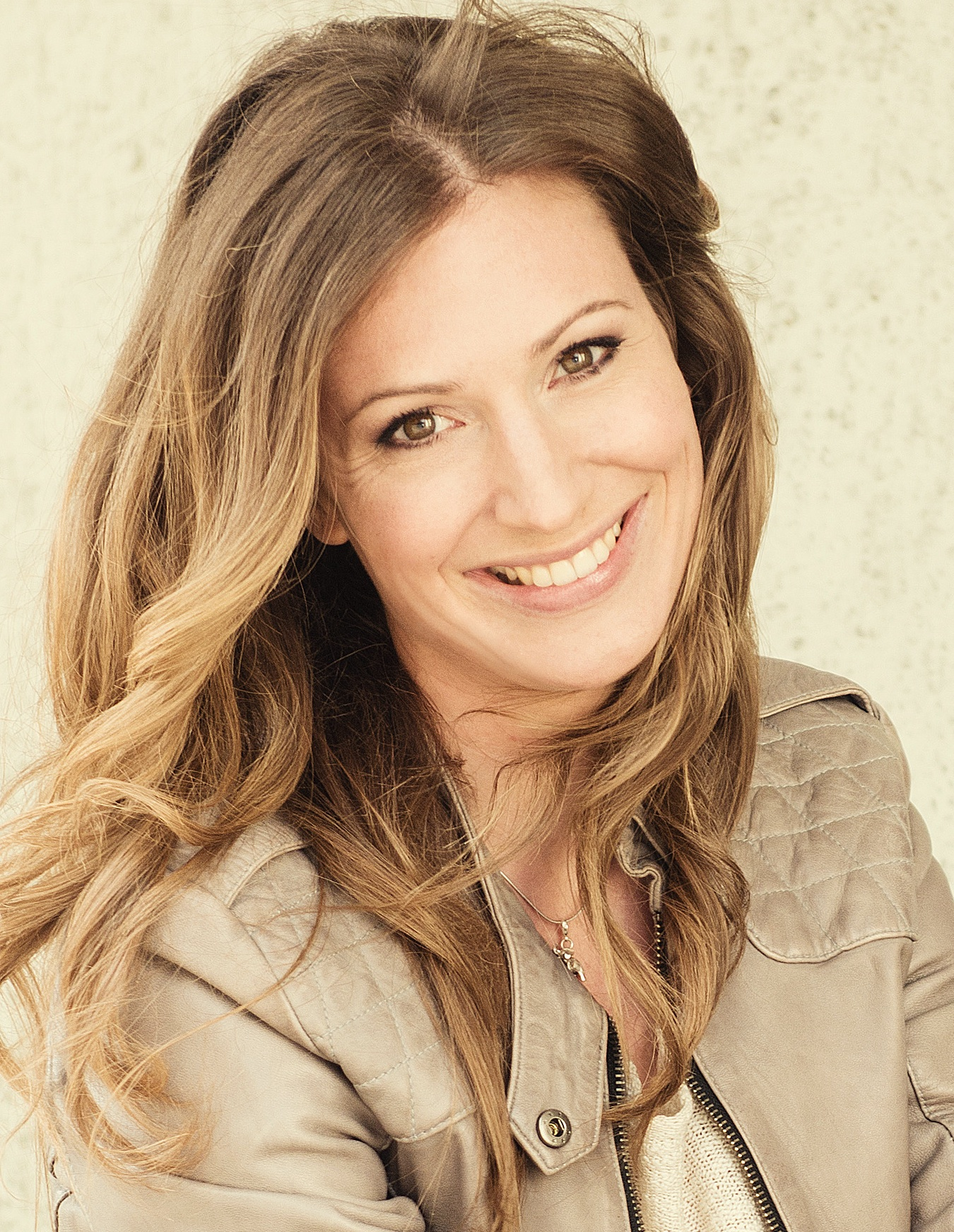
Mara Bergmann (* 1982)

- 1982: Mara Bergmann, deutsche Journalistin und Moderatorin
- 1982: Ian Crocker, US-amerikanischer Schwimmer
- 1982: Chris Duhon, US-amerikanischer Basketballspieler
- 1982: Chris Katongo, sambischer Fußballspieler
- 1982: Bryce Lampman, US-amerikanischer Eishockeyspieler
- 1982: Patrick Nuo, Schweizer Sänger
- 1982: Pepe Reina, spanischer Fußballspieler
- 1982: Michele Rugolo, italienischer Automobilrennfahrer
- 1982: G. Willow Wilson, US-amerikanische Autorin
- 1983: Lasse Svan, dänischer Handballspieler
- 1984: Matti Breschel, dänischer Radrennfahrer

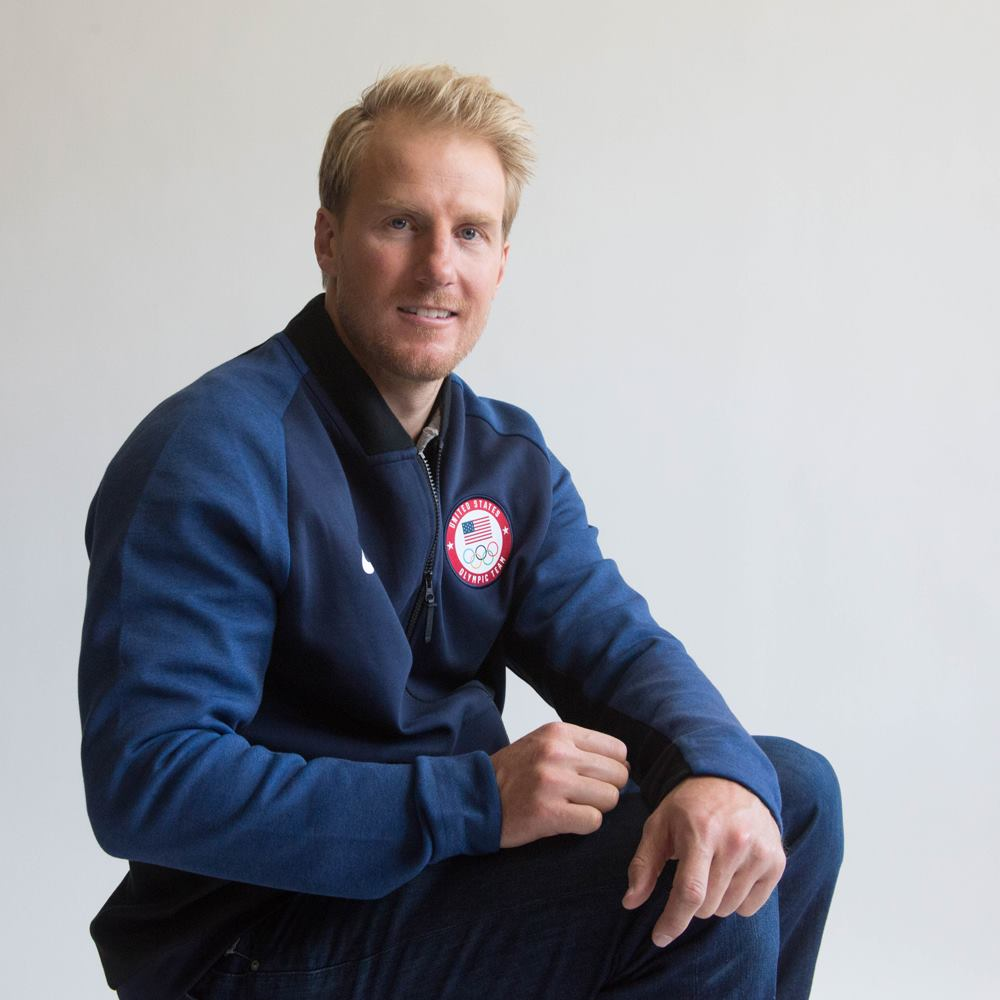
Ted Ligety (* 1984)

- 1984: Ted Ligety, US-amerikanischer Skirennläufer
- 1984: Charl Schwartzel, südafrikanischer Golfer
- 1985: Ashley Hartman, US-amerikanische Schauspielerin und Model
- 1985: Rolando Jorge Pires da Fonseca, kapverdisch-portugiesischer Fußballspieler
- 1986: Johnny Wactor, US-amerikanischer Schauspieler
- 1987: Eric Botteghin, brasilianischer Fußballspieler
- 1987: Jekaterina Wladimirowna Djatschenko, russische Fechterin
- 1988: David Ospina, kolumbianischer Fußballtorhüter
- 1988: Ember Moon, US-amerikanische Wrestlerin
- 1989: Salvatore Puccio, italienischer Radrennfahrer
- 1990: Thomas Götzl, finnisch-deutscher Fußballspieler
- 1990: Simon Unge, deutscher Webvideoproduzent
- 1991: António Félix da Costa, portugiesischer Automobilrennfahrer
- 1991: Cédric Soares, portugiesischer Fußballspieler

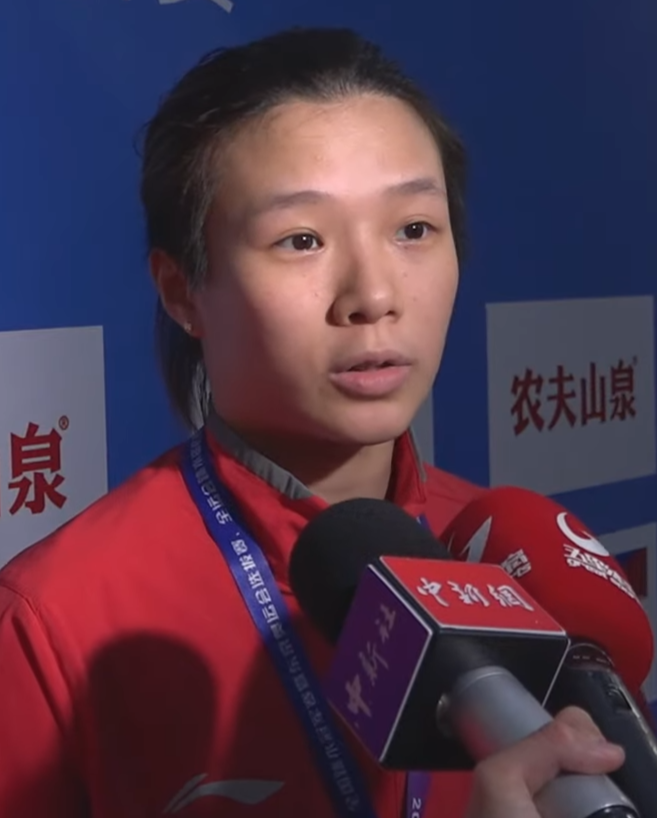
Shi Tingmao (* 1991)

- 1991: Shi Tingmao, chinesische Wasserspringerin
- 1992: Brian Völkner, deutscher Schauspieler
- 1992: Giliano Wijnaldum, niederländischer Fußballspieler
- 1995: Bolade Ajomale, kanadischer Sprinter
- 1995: Tim Kleindienst, deutscher Fußballspieler
- 1996: Fabio Jakobsen, niederländischer Radrennfahrer
- 1996: Chiara Mair, österreichische Skirennläuferin
- 1999: Rojan Juan Barani, deutscher Schauspieler
- 2000: Kirill Bauer, kasachischer Biathlet
- 2000: Angel Gomes, englisch-portugiesischer Fußballspieler

### 21. Jahrhundert
- 2002: Anastassija Andrejewna Smirnowa, russische Freestyle-Skierin
- 2009: Wolfgang Schaffer, US-amerikanischer Schauspieler

## Gestorben

### Vor dem 17. Jahrhundert
- 0651: Aidan, erster Bischof von Lindisfarne
- 0836: Wala, Abt von Corvey
- 0875: Adventius, Bischof von Metz
- 0954: Alberich II., Herrscher von Rom
- 0983: Wigfried, Bischof von Verdun
- 1037: Hugo von Burgund, Bischof von Lausanne
- 1054: Kunigunde von Altdorf, Gräfin, Stammmutter der jüngeren Welfen
- 1056: Theodora III., Kaiserin von Byzanz
- 1140: Godebold von Meißen, Bischof von Meißen
- 1158: Sancho III., König von Kastilien
- 1190: Robert de Beaumont, 3. Earl of Leicester, anglonormannischer Adeliger
- 1184: Arnulf von Lisieux, französischer Bischof

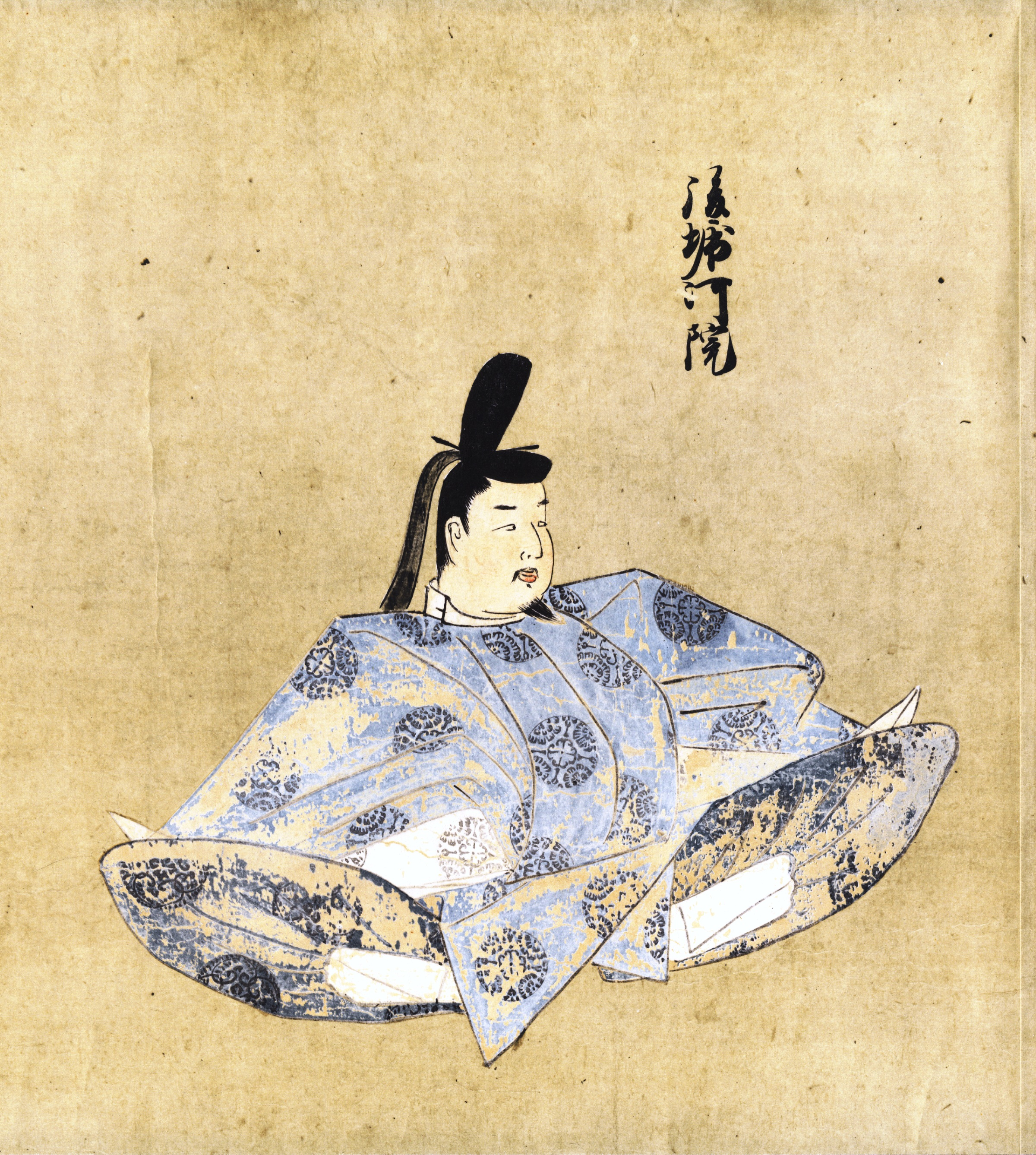
Go-Horikawa († 1234)

- 1234: Go-Horikawa, 86. Kaiser von Japan
- 1237: Huijong, 21. König des koreanischen Goryeo-Reiches
- 1240: Raimund Nonnatus, katalanischer Heiliger und Kardinal
- 1247: Konrad I., Herzog von Masowien, Herzog in Kujawien, Sieradz und Łęczyca, sowie Seniorherzog von Polen
- 1287: Konrad von Würzburg, deutscher Lyriker, Epiker und didaktischer Dichter
- 1321: Ludeko, Bischof von Pomesanien
- 1422: Heinrich V., König von England aus dem Haus Lancaster
- 1433: Peter I., Graf von Brienne und Conversano sowie Graf von Saint-Pol
- 1470: Friedrich II. von Vaudémont, Graf von Vaudémont und Herr von Joinville
- 1504: Scholastica von Anhalt, Äbtissin des freien weltlichen Stiftes Gernrode und Frose
- 1528: Matthias Grünewald, deutscher Maler und Graphiker, Baumeister, Wasserkunstmacher

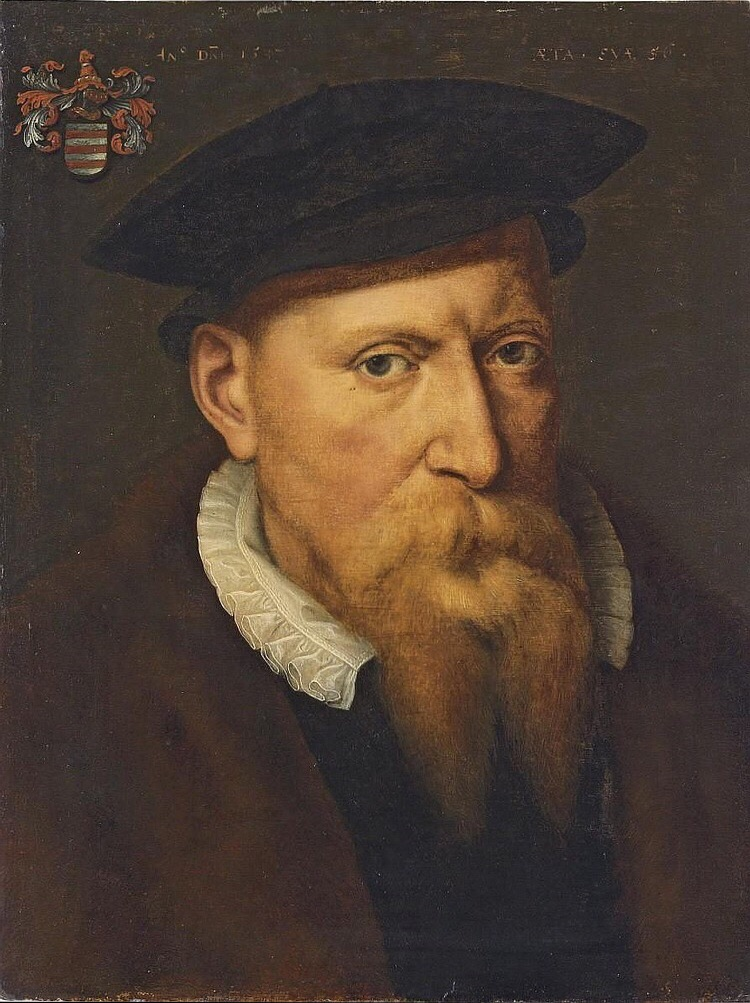
Robert de Croÿ († 1556)

- 1556: Robert de Croÿ, Fürstbischof von Cambrai
- 1563: Giovanni Angelo Montorsoli, italienischer Architekt und Bildhauer
- 1566: Ladislaus von Fraunberg-Haag, Graf von Haag
- 1589: Jurij Dalmatin, Reformator und Übersetzer der Bibel ins Slowenische
- 1592: Wilhelm von Rosenberg, Oberstlandeskämmerer und Oberster Burggraf von Böhmen
- 1600: Octavianus Secundus Fugger, deutscher Handelsherr
- 1600: Karl von Utenhove, flämischer Gelehrter und Dichter

### 17/18. Jahrhundert

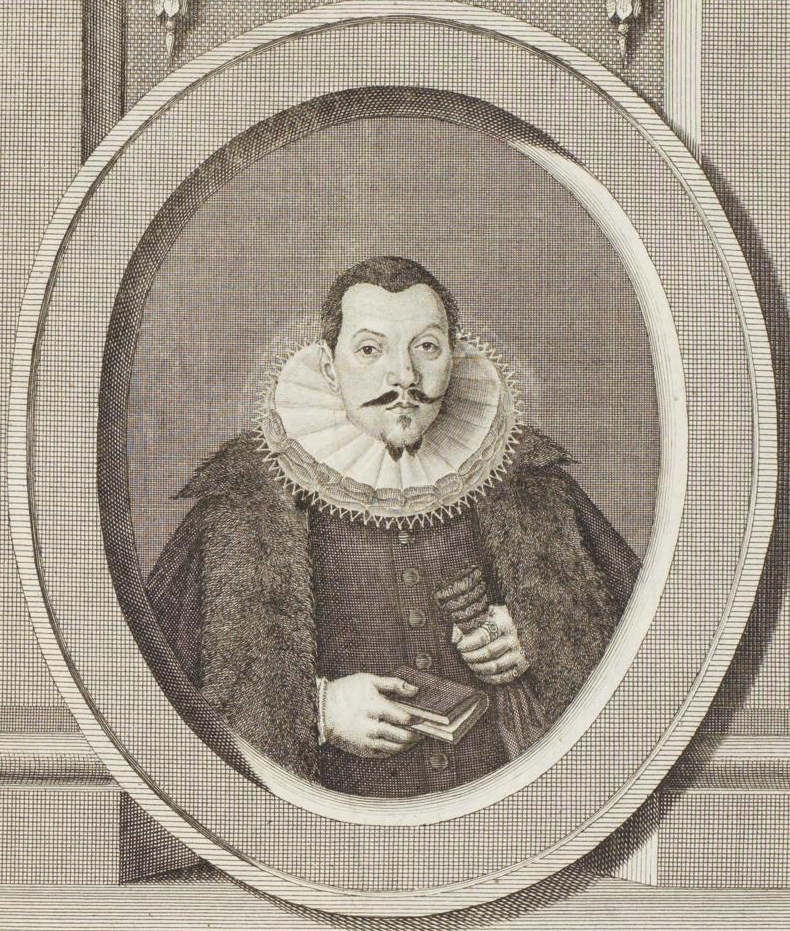
Albert Hein († 1636)

- 1636: Albert Hein der Ältere, deutscher Rechtswissenschaftler und Diplomat
- 1644: Tomaso Cecchino, italienischer Komponist
- 1646: Francesco Bracciolini, italienischer Dichter
- 1649: Michael Kern, deutscher Bildhauer
- 1650: Michael Behm, deutscher evangelischer Theologe
- 1651: Christoph Löbel, deutscher Unternehmer
- 1654: Olaus Wormius, dänischer Archäologe und Reichs-Antiquar
- 1667: Johann Rist, deutscher Dichter und lutherischer Prediger
- 1678: Ludwig VII., Landgraf von Hessen-Darmstadt
- 1688: John Bunyan, Baptistenprediger und Schriftsteller aus England
- 1688: Maria Magdalena von Oettingen-Baldern, zweite Frau des Markgrafen Wilhelm von Baden
- 1691: Johann Heinrich von Dünewald, österreichischer Generalfeldmarschall der Kavallerie
- 1700: Stephan Kessler, Tiroler Maler
- 1701: Samuel Chappuzeau, französischer Reisender, Arzt, Schriftsteller und Lehrer
- 1707: Samuel Benedict Carpzov, deutscher Poet und evangelischer Theologe

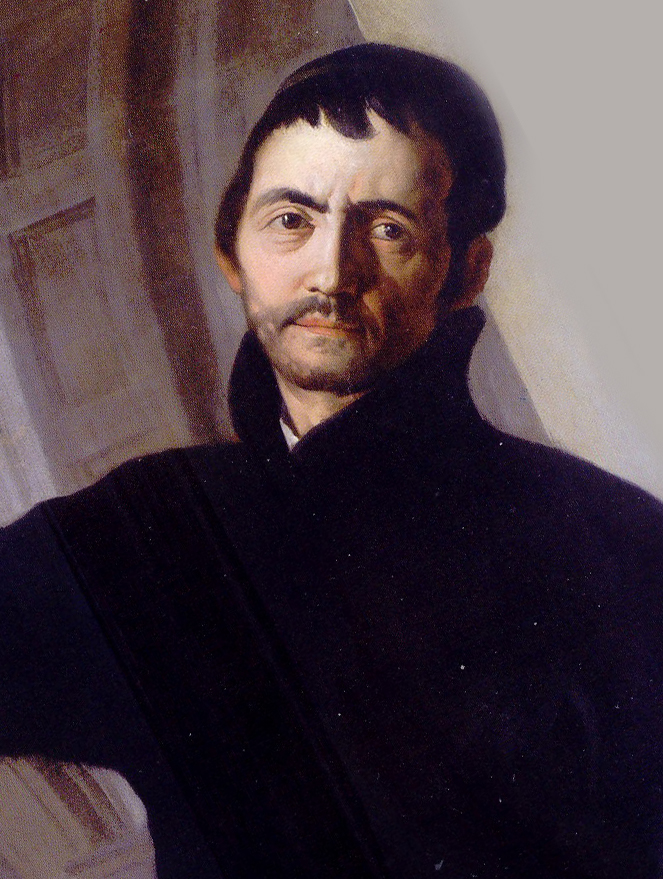
Andrea Pozzo († 1709)

- 1709: Andrea Pozzo, italienischer Maler
- 1720: Johann Ernst Henfling, deutscher Kaufmann, Jurist und Förderer der höheren Bildung in Meiningen
- 1723: Franz Anton Adolph von Wagensperg, Fürstbischof von Seckau und Fürstbischof von Chiemsee
- 1724: Ludwig, König von Spanien
- 1728: Jean-François Lalouette, französischer Komponist und Kirchenmusiker
- 1756: Franz Anton Ebner, Salzburger Maler
- 1757: Jonathan Belcher, britischer Politiker, Gouverneur von Massachusetts, New Hampshire und New Jersey
- 1762: Momozono, 116. Kaiser von Japan
- 1762: Pietro Rotari, italienischer Maler
- 1765: Johann Balthasar Antesperg, deutscher Sprachforscher und Hoflehrer
- 1773: Pjotr Grigorjewitsch Tschernyschow, russischer Diplomat

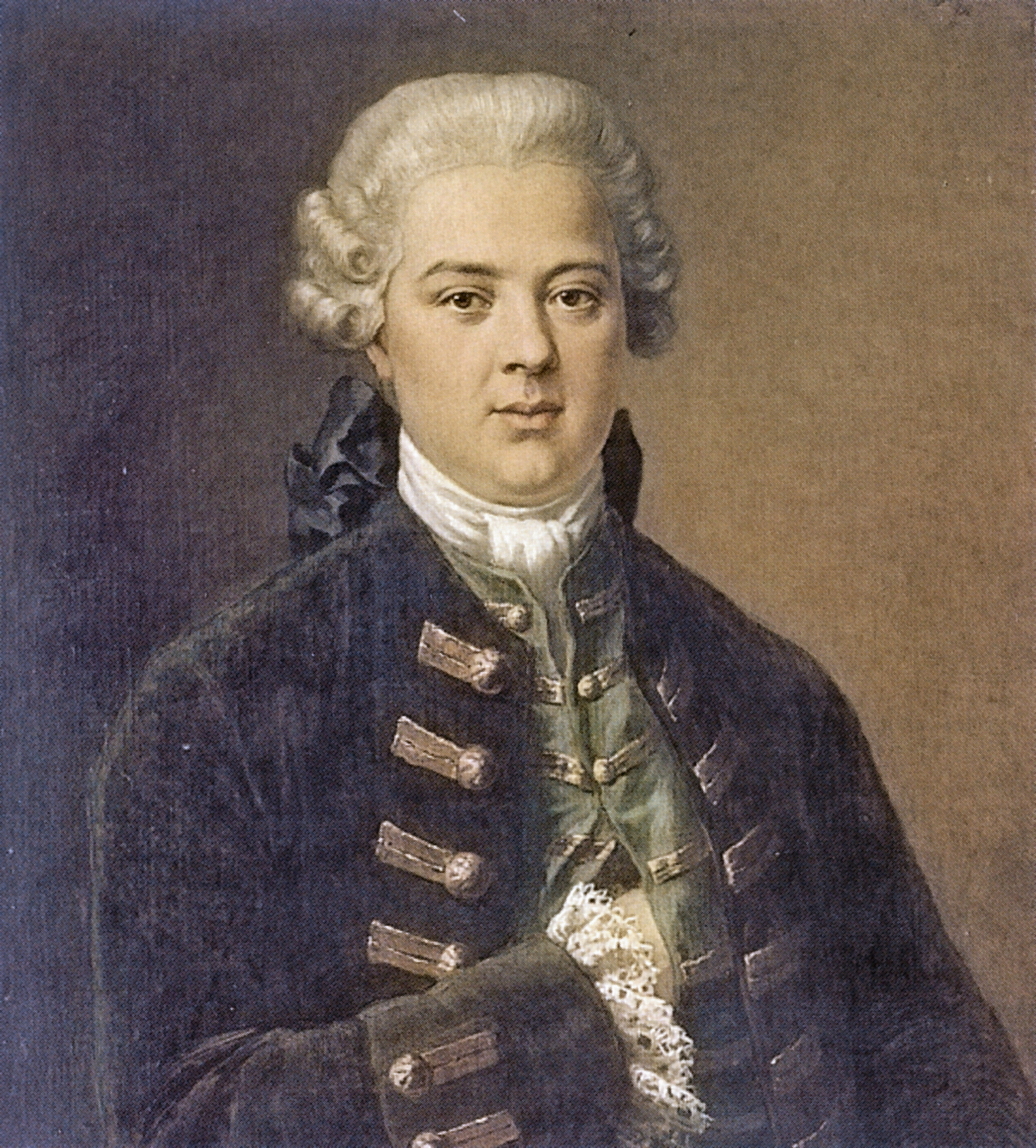
Johann Hinrich Gossler († 1790)

- 1790: Johann Hinrich Gossler, deutscher Kaufmann und Bankier
- 1795: Maruyama Ōkyo, japanischer Maler
- 1795: François-André Danican Philidor, französischer Komponist und Schachspieler
- 1799: Nicolas-Henri Jardin, französischer Architekt
- 1800: John Blair junior, US-amerikanischer Jurist und Politiker

### 19. Jahrhundert
- 1801: Nicola Sala, italienischer Komponist
- 1805: Joseph Dall’Abaco, italienischer Musiker und Komponist
- 1810: Melchior Ludolf Herold, deutscher Kirchenliedkomponist und Priester

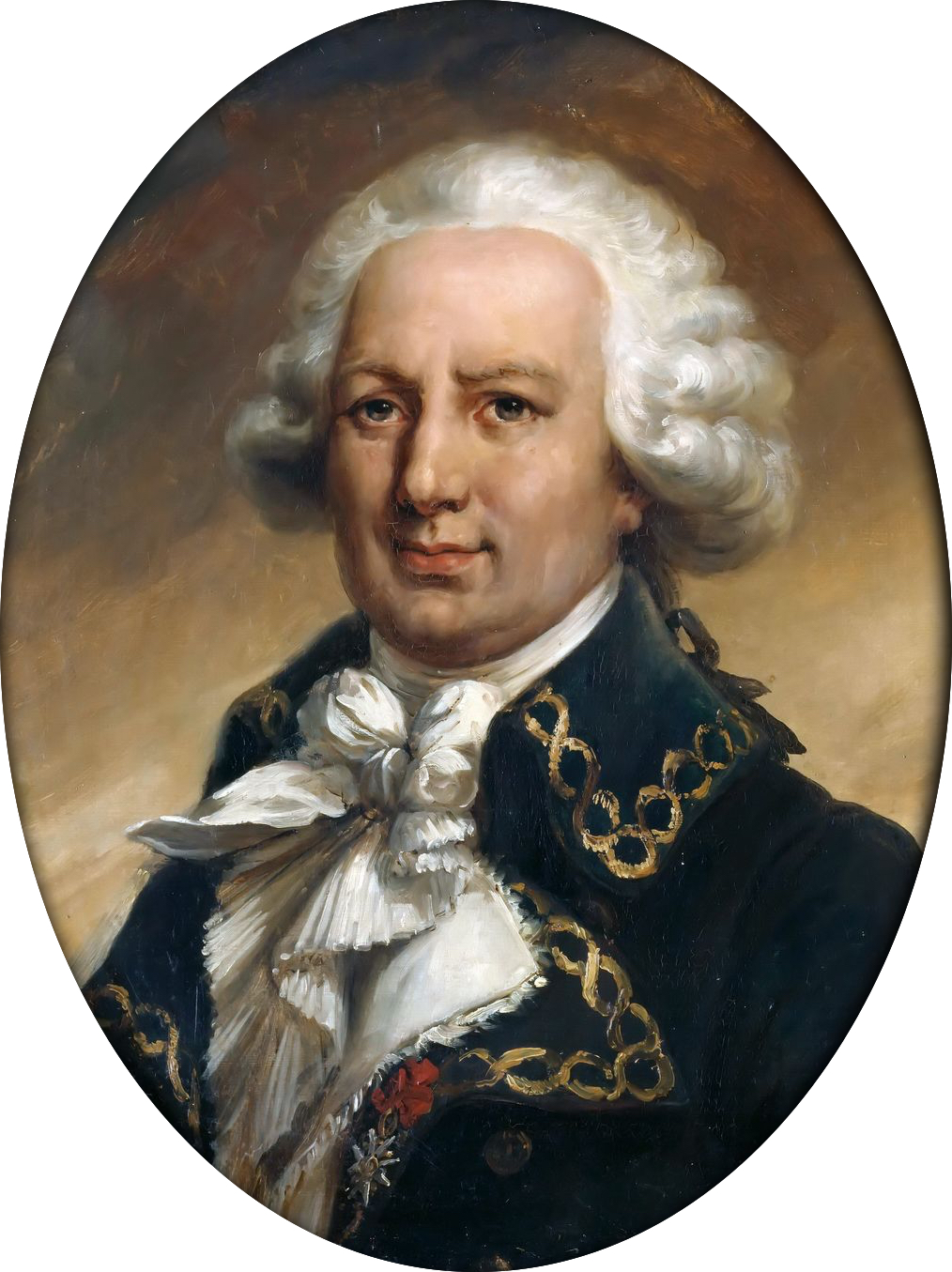
Louis Antoine de Bougainville († 1811)

- 1811: Louis Antoine de Bougainville, französischer Seefahrer und Schriftsteller
- 1814: Arthur Phillip, britischer Marineoffizier und erster Gouverneur von New South Wales
- 1818: Arthur St. Clair, britisch-US-amerikanischer General und Politiker
- 1819: Carl von Hänlein, preußischer Politiker und Diplomat
- 1821: Pierre Galin, französischer Musiktheoretiker
- 1832: Antoine-Léonard de Chézy, französischer Orientalist und Mitbegründer der Indologie
- 1833: Johann Heinrich Rothpletz, Schweizer Politiker
- 1834: Karl Ludwig Harding, deutscher Astronom
- 1841: Johann Georg Christian Apel, deutscher Organist und Komponist
- 1848: Ludwig Griesselich, deutscher Homöopath, Mediziner und Herausgeber einer Zeitschrift
- 1850: Charles Rivière-Hérard, Präsident von Haiti
- 1856: Giuseppe Pioda, Schweizer Architekt und Ingenieur
- 1856: Nathaniel Jarvis Wyeth, US-amerikanischer Erfinder und Geschäftsmann
- 1862: Ignaz Aßmayer, österreichischer Komponist und Kirchenmusiker

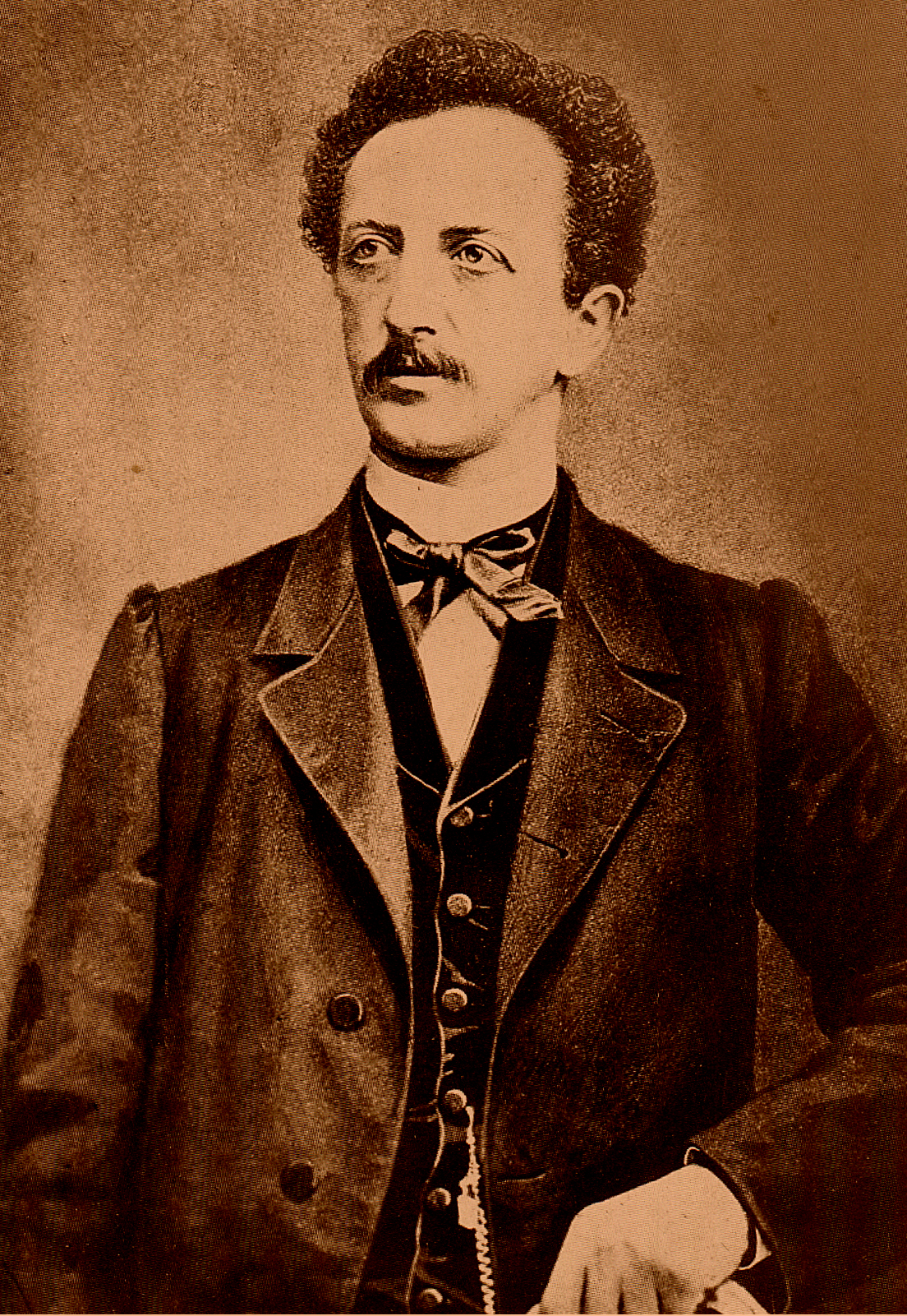
Ferdinand Lassalle († 1864)

- 1864: Ferdinand Lassalle, deutscher Politiker und Publizist
- 1865: Moritz von Stubenrauch, österreichischer Jurist
- 1867: Charles Baudelaire, französischer Dichter
- 1868: Francis Granger, US-amerikanischer Politiker
- 1870: John F. Appleton, US-amerikanischer Jurist und General
- 1872: John Neely Johnson, US-amerikanischer Politiker
- 1877: Julius Ostendorf, deutscher Pädagoge und Politiker, Mitglied der Frankfurter Nationalversammlung
- 1878: Wilhelm Boshart, deutscher Landschaftsmaler
- 1883: Ernst Marno, österreichischer Afrikaforscher
- 1883: Levin Schücking, deutscher Schriftsteller
- 1888: Mary Ann Nichols, erstes Opfer von Jack the Ripper
- 1892ː Henriette Heinze-Berg, deutsche Tänzerin, Schauspielerin, Sängerin, Librettistin und Übersetzerin
- 1900: John Bennet Lawes, britischer Agrikulturchemiker

### 20. Jahrhundert

#### 1901–1950

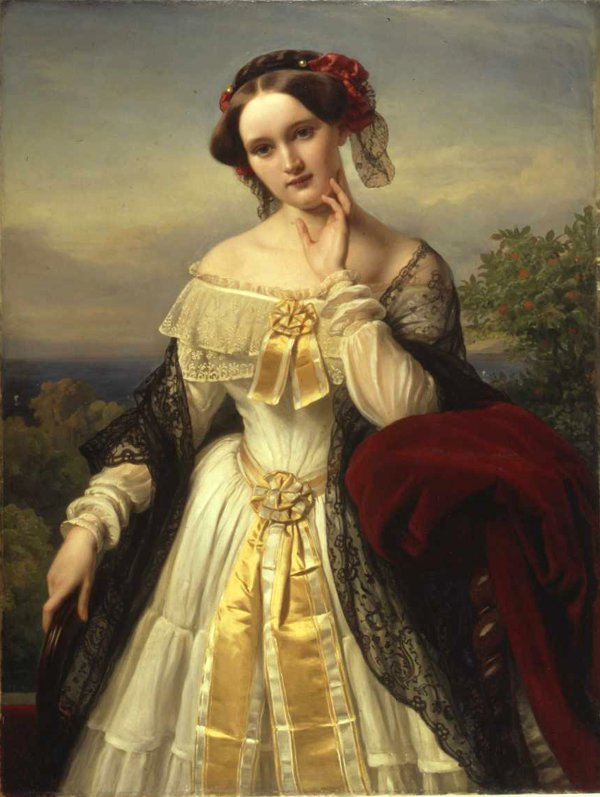
Mathilde Wesendonck († 1902)

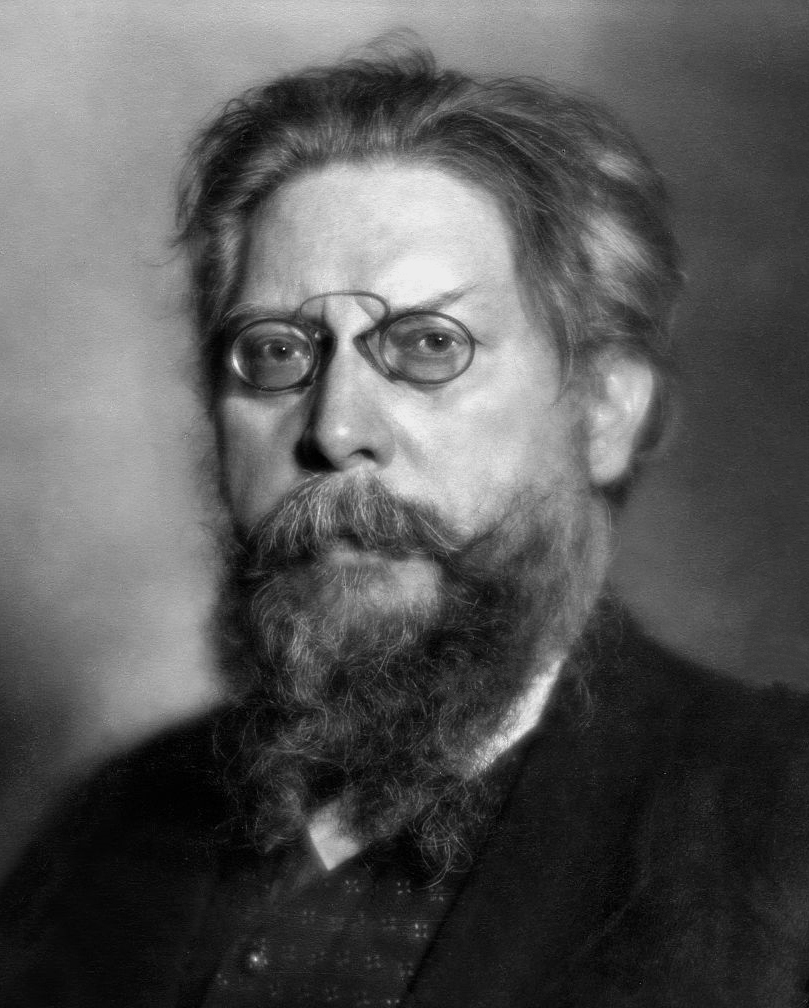
Bruno Wille († 1928)

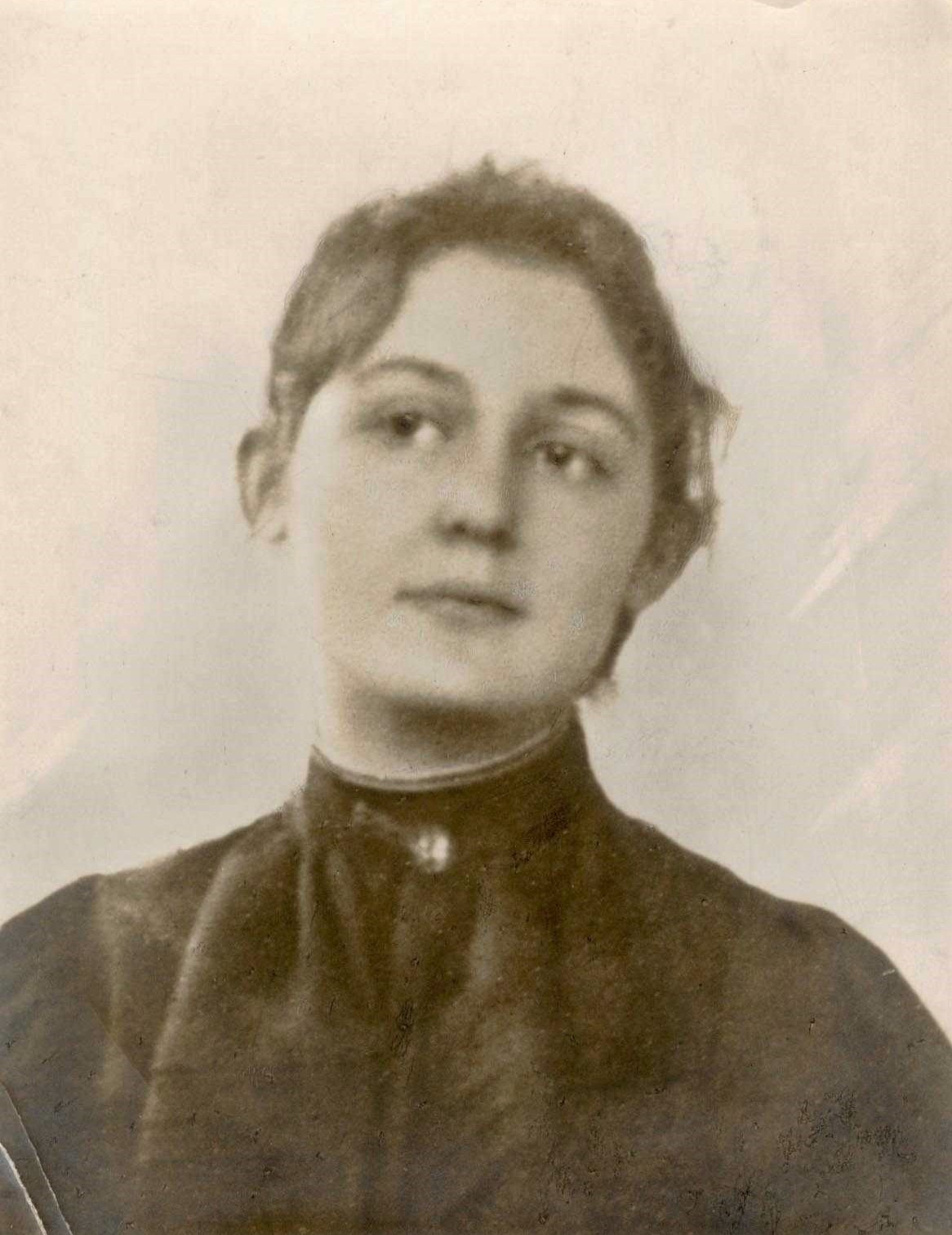
Carry van Biema († 1942)

- 1902: Mathilde Wesendonck, deutsche Schriftstellerin
- 1906: Ludwig Zimmermann, deutsch-baltischer evangelischer Märtyrer
- 1907: Ali Asghar Khan Atabak, iranischer Premierminister
- 1910: Emīls Dārziņš, lettischer Dirigent, Musikkritiker, Pädagoge und Komponist
- 1913: Erwin Bälz, Leibarzt der kaiserlichen Familie und Mitbegründer der modernen Medizin in Japan
- 1914: Lucy Lloyd, britisch-südafrikanische Sprachforscherin und Ethnologin
- 1915: Greene Vardiman Black, US-amerikanischer Mediziner
- 1920: Wilhelm Wundt, deutscher Philosoph und Psychologe
- 1923: Gerrit Kalff, niederländischer Niederlandist
- 1924: Todor Aleksandrow, bulgarisch-makedonischer Wojwode und Gründer der IMRO
- 1927: Andranik Ozanian, armenischer Widerstandskämpfer
- 1928: Bruno Wille, deutscher Philosoph, Journalist und Schriftsteller
- 1930: Eduard Meyer, deutscher Althistoriker
- 1933: Theodor Lessing, deutscher Philosoph und Publizist
- 1937: Albert Heim, Schweizer Geologe
- 1940: Raymond Smith Dugan, US-amerikanischer Astronom
- 1941: Alfred Hettner, deutscher Geograph
- 1941: Marina Iwanowna Zwetajewa, russische Dichterin und Schriftstellerin
- 1942ː Carry van Biema, deutsche Malerin, Schriftstellerin und Kunstlehrerin, NS-Opfer
- 1942ː Marie Luise Hensel, deutsche Widerstandskämpferin, Gerechte unter den Völkern
- 1944: Hedwig Fechheimer, deutsche Kunsthistorikerin und Ägyptologin, NS-Opfer
- 1945: Stefan Banach, polnischer Mathematiker
- 1946: Paul von Klenau, dänischer Komponist und Dirigent
- 1946ː Agnes Wendland, deutsche evangelische Widerstandskämpferin gegen das NS-Regime, Gerechte unter den Völkern
- 1947: Carl Benscheidt, deutscher Schuhleistenfabrikant, Unternehmer und Gründer des Fagus-Werkes
- 1948: Janus Djurhuus, ausgebildeter Jurist, färöischer Dichter
- 1948: Andrei Alexandrowitsch Schdanow, sowjetischer Politiker
- 1948: Hippolyte Schouppe, belgischer Ruderer

#### 1951–2000
- 1952: Jim Rigsby, US-amerikanischer Automobilrennfahrer
- 1954ː Amalie Wilke, deutsche Malerin und Karikaturistin
- 1955: Willi Baumeister, deutscher Maler

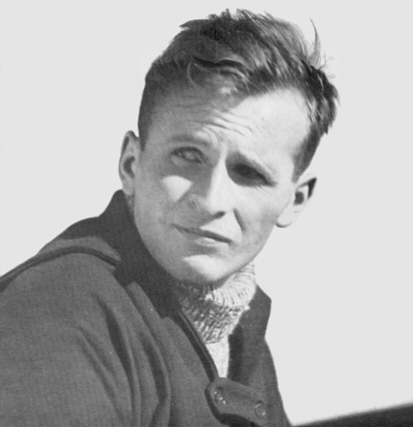
Eberhard Koebel († 1955)

- 1955: Eberhard Koebel, deutscher Autor, Gründer der Jungenschaft
- 1956: Percy MacKaye, US-amerikanischer Dramaturg und Dichter
- 1956: Yves Nat, französischer Pianist und Komponist
- 1959: Hugo Rudolph Kruyt, niederländischer Chemiker
- 1959: Josef Oesterle, deutscher Politiker
- 1963: Georges Braque, französischer Maler
- 1963: Stephen Rothman, ungarisch-amerikanischer Dermatologe
- 1964: Peter Lanyon, britischer Maler
- 1965: Edward E. Smith, US-amerikanischer Schriftsteller
- 1966: Kasimir Edschmid, deutscher Schriftsteller des Expressionismus
- 1966: Willi Hammelrath, Gründer der Arbeiterhochschule Burg Vondern

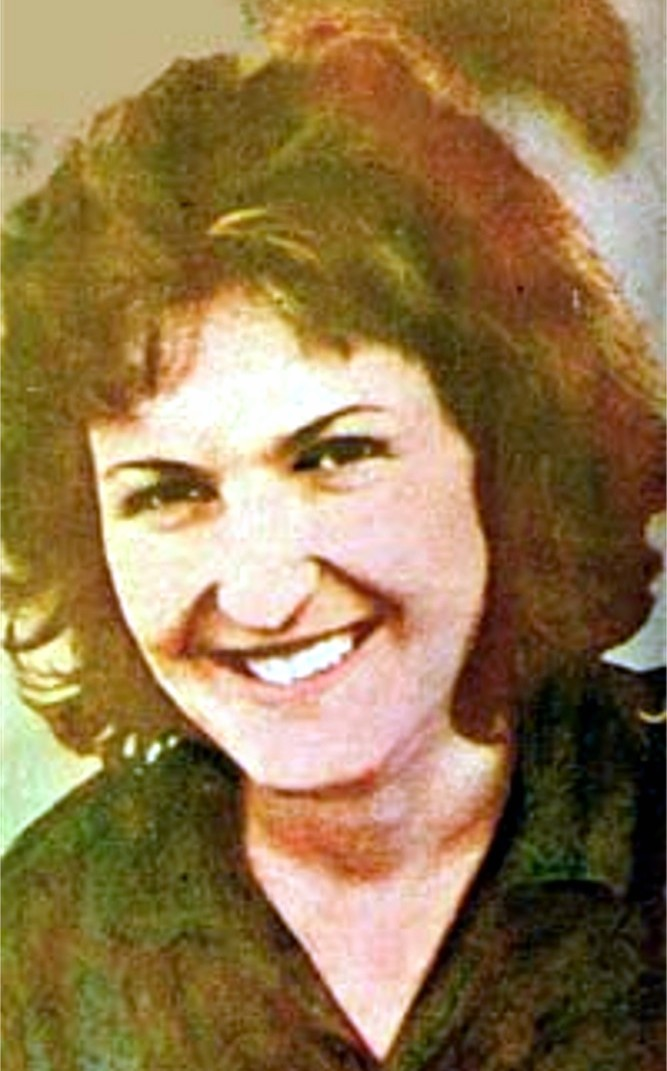
Tamara Bunke († 1967)

- 1967: Tamara Bunke, argentinisch-deutsche Guerillera in Lateinamerika
- 1967: Ilja Grigorjewitsch Ehrenburg, sowjet-russischer Schriftsteller
- 1967: Trude Hesterberg, deutsche Bühnen- und Filmschauspielerin, Kabarettistin
- 1969: Ottmar Gerster, deutscher Komponist
- 1969: Rocky Marciano, US-amerikanischer Boxer
- 1970: Booker Ervin, US-amerikanischer Jazz-Saxophonist
- 1972: Andrés Pardo Tovar, kolumbianischer Soziologe, Musikethnologe und Folklorist
- 1973: John Ford, US-amerikanischer Regisseur
- 1976: Frederick Henry Mueller, US-amerikanischer Politiker
- 1977: Sidney Atkinson, südafrikanischer Leichtathlet
- 1979: Percival Borde, US-amerikanischer Tänzer, Choreograph und Tanzpädagoge
- 1979: Celso Emilio Ferreiro, spanisch-galicischer Schriftsteller und Journalist
- 1982: Joaquín Piñeros Corpas, kolumbianischer Schriftsteller und Politiker
- 1984: Odette Siko, französische Automobilrennfahrerin
- 1985: Frank Macfarlane Burnet, australischer Mediziner
- 1986: Jorge Alessandri, chilenischer Politiker
- 1986: Elizabeth Coatsworth, US-amerikanische Schriftstellerin
- 1986: Urho Kekkonen, finnischer Politiker

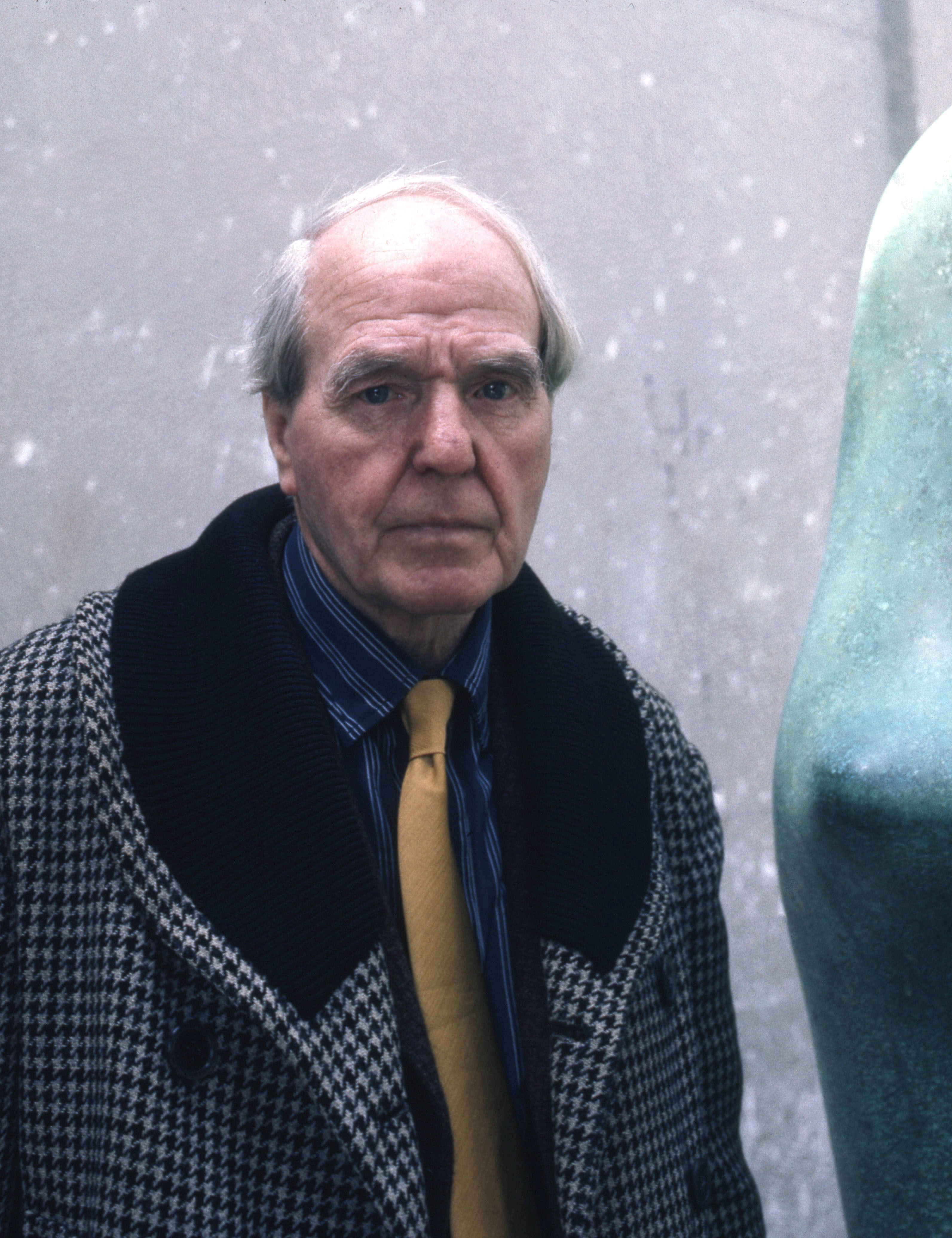
Henry Moore († 1986)

- 1986: Henry Moore, britischer Bildhauer und Maler
- 1988: Helmut Brückner, deutscher Mediziner und Hochschullehrer
- 1989: Bruno Francisci, italienischer Automobil- und Motorradrennfahrer
- 1989: Mickey Hawks, US-amerikanischer Rock-’n’-Roll-Musiker
- 1990: Gerty Molzen, deutsche Schauspielerin und Sängerin
- 1992: Wolfgang Güllich, deutscher Sportkletterer
- 1992: Hans Wimmer, deutscher Bildhauer
- 1993: Siegfried Schürenberg, deutscher Schauspieler und Synchronsprecher
- 1995: Horst Janssen, deutscher Zeichner und Grafiker
- 1995: Gertrud Luckner, christliche Widerstandskämpferin, Pazifistin
- 1996: Milt Larkin, US-amerikanischer Jazztrompeter
- 1997: Dodi Al-Fayed, ägyptischer Filmproduzent und Geschäftsmann
- 1997: Diana, Princess of Wales, erste Ehefrau des britischen Thronfolgers Prinz Charles
- 1997: Heinz Kaufmann, deutscher Ruderer
- 1998: Pierre Durand, französischer Komponist und Musikpädagoge
- 2000: Nodar Gabunia, georgischer Komponist und Pianist
- 2000: Joan Hartigan, australische Tennisspielerin
- 2000: Klaus Miedel, deutscher Synchronsprecher und Schauspieler
- 2000ː Patricia Owens, US-amerikanische Schauspielerin

### 21. Jahrhundert

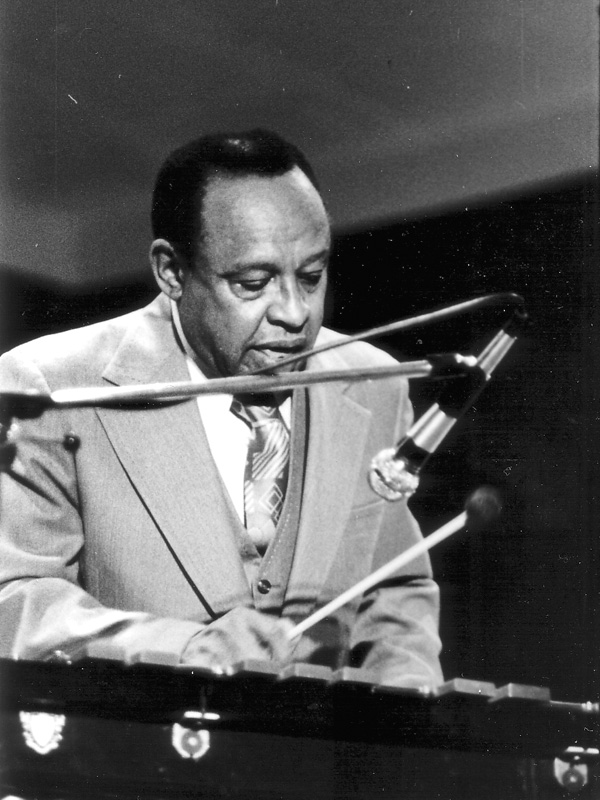
Lionel Hampton († 2002)

- 2002: Lionel Hampton, US-amerikanischer Jazz-Vibraphonist und Bandleader
- 2002: George Porter, Baron Porter of Luddenham, britischer Chemiker, Nobelpreisträger
- 2003: Tadeusz Machl, polnischer Komponist, Organist und Musikpädagoge
- 2003: Eva Schäfer, deutsche Schauspielerin
- 2004: Adelmo Melecci, kanadischer Organist, Komponist und Musikpädagoge
- 2004: Carl Wayne, britischer Sänger und Schauspieler
- 2005: Emil Rudolf Greulich, deutscher Schriftsteller
- 2005: Józef Rotblat, polnischer Dichter, Nobelpreisträger
- 2005: Sophie Watillon, belgische Gambistin
- 2006: Mohamed Abdelwahab, ägyptischer Fußballspieler
- 2006: Hans E. Schwender, deutscher Maler
- 2008: Jerry Reed, US-amerikanischer Countrysänger und Schauspieler
- 2008: Albert Sing, deutscher Fußballspieler und -trainer
- 2010: Laurent Fignon, französischer Radrennfahrer
- 2010: Liselotte Jünger, deutsche Germanistin, Historikerin und Lektorin
- 2011: Rosel Zech, deutsche Schauspielerin
- 2012: Hans Ambrosi, deutscher Winzer
- 2012: Martin Goldstein, deutscher Psychotherapeut und Jugendberater („Dr. Sommer“)
- 2012: Carlo Maria Martini, italienischer Kardinal, Erzbischof von Mailand
- 2012: Sergei Leonidowitsch Sokolow, sowjetischer Militär und Politiker

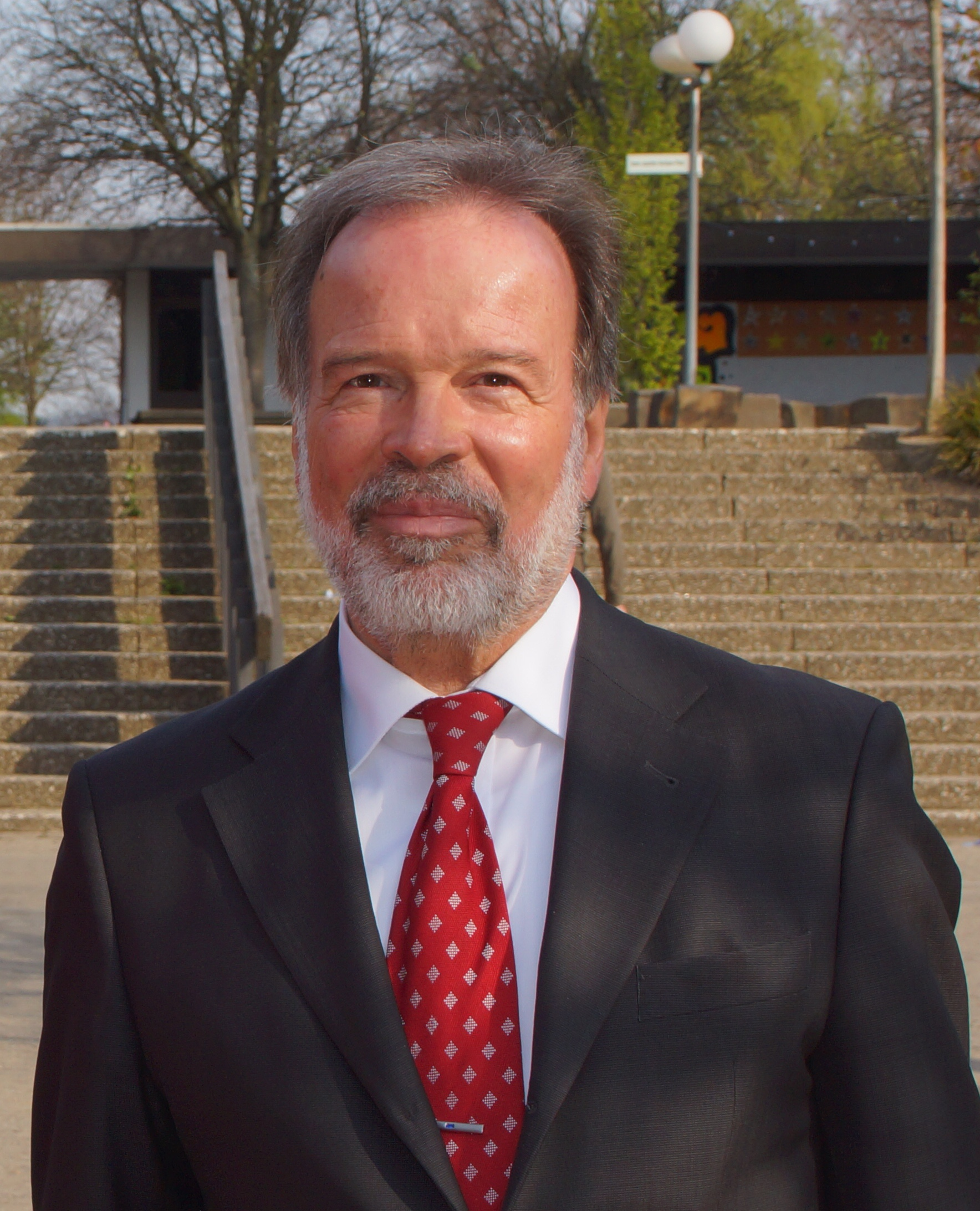
Norbert Walter († 2012)

- 2012: Norbert Walter, deutscher Ökonom
- 2013: David Frost, britischer Journalist, TV-Moderator, TV-Interviewer und Politsatiriker
- 2013: Abdel-Halim Khafagy, ägyptischer Autor und Herausgeber
- 2014: Jacques Grelley, französischer Unternehmer und Automobilrennfahrer
- 2014: Jimi Jamison, US-amerikanischer Rocksänger
- 2015: Bernard Aubertin, französischer Künstler
- 2015: Edward Douglas-Scott-Montagu, 3. Baron Montagu of Beaulieu, britischer Politiker
- 2016: David H. Trump, britischer Archäologe
- 2016: Oqtay Zülfüqarov, aserbaidschanisch-sowjetischer Komponist, Dirigent, Violoncellist und Hochschullehrer
- 2017: Richard Anderson, US-amerikanischer Schauspieler
- 2017: Egon Günther, deutscher Filmregisseur und Schriftsteller
- 2018: Luigi Luca Cavalli-Sforza, italienischer Humangenetiker und Evolutionsbiologe
- 2018: Elmar Pieroth, deutscher Politiker und Senator
- 2018: Jessy Rameik, deutsche Schauspielerin und Diseuse

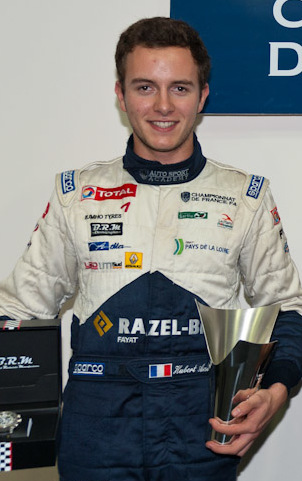
Anthoine Hubert († 2019)

- 2019: Anthoine Hubert, französischer Automobilrennfahrer
- 2019: Wim Statius Muller, curaçaisch-niederländischer Komponist
- 2019: Immanuel Wallerstein, US-amerikanischer Soziologe
- 2020: Thomas R. P. Mielke, deutscher Schriftsteller
- 2020: Pranab Mukherjee, indischer Politiker
- 2021: Vasile Belous, moldauischer Boxer
- 2021: Milan Pitlach, tschechischer Architekt und Fotograf
- 2022: Klaudia Hornung, deutsche Ruderin

## Feier- und Gedenktage
- Kirchliche Gedenktage
  - Hl. Aidan von Lindisfarne, Missionar, Bischof und Schutzpatron (anglikanisch, katholisch, orthodox)
  - John Bunyan, englischer Erweckungsprediger (evangelisch)
  - Ludwig Zimmermann, deutsch-baltischer Märtyrer (evangelisch)
  - Hl. Paulinus von Trier, französischer Märtyrer und Bischof von Trier (katholisch)
- Namenstage
  - Raimund
- Staatliche Feier- und Gedenktage
  - Kirgisistan: Unabhängigkeit von der Sowjetunion (1991)
  - Malaysia: Unabhängigkeit von Großbritannien (1957)
  - Trinidad und Tobago: Unabhängigkeit von der Westindischen Föderation (1962)

Weitere Einträge enthält die Liste von Gedenk- und Aktionstagen.